# ذكرى الخشخاش
زهرة الخشخاش التذكارية هي زهرة اصطناعية يتم ارتداؤها في بعض البلدان لإحياء ذكرى أفرادها العسكريين الذين ماتوا في الحرب. يتم إنتاج زهور الخشخاش التذكارية من قبل جمعيات المحاربين القدامى، والتي تستبدل زهور الخشخاش بالتبرعات الخيرية المستخدمة لتقديم الدعم المالي والاجتماعي والعاطفي لأعضاء وقدامي المحاربين في القوات المسلحة.
استوحيت هذه الأيام من قصيدة الحرب «في حقول الفلاندرز» وروجت لها موينا مايكل، واستُخدمت لأول مرة قرب نهاية الحرب العالمية الأولى لإحياء ذكرى ضحايا الإمبراطورية البريطانية والجيش الأمريكي في الحرب. أسست آنا جورين [الإنجليزية] أول «أيام الخشخاش» لجمع الأموال للمحاربين القدامى والأرامل والأيتام وسندات الحرية، فضلاً عن الجمعيات الخيرية مثل الصليب الأحمر.
تُرتدى زهور الخشخاش التذكارية بشكل شائع في دول الكومنولث، حيث تم تسجيل الرمز كعلامة تجارية من قبل جمعيات المحاربين القدامى لجمع التبرعات. غالبًا ما تُرتدى زهور الخشخاش التذكارية في دول الكومنولث على الملابس في الأسابيع التي تسبق يوم الذكرى، مع وضع أكاليل الخشخاش أيضًا في النصب التذكارية للحرب في ذلك اليوم. ومع ذلك، في نيوزيلندا، تُرتدى زهور الخشخاش التذكارية بشكل شائع في يوم أنزاك.
ألهمت زهرة الخشخاش الحمراء التذكارية تصميم العديد من زهور الخشخاش التذكارية الأخرى التي تراعي جوانب مختلفة من الحرب والسلام. في فرنسا، يتم ارتداء زهرة الخشخاش الزرقاء بدلاً من زهرة الخشخاش التذكارية لإحياء ذكرى العسكريين الذين لقوا حتفهم في الحرب.

## الأصول
يمكن العثور على إشارات إلى الحرب والخشخاش في فلاندرز منذ وقت مبكر من القرن التاسع عشر، في كتاب الجنود الاسكتلنديون من ذوي الحظ لجيمس جرانت:

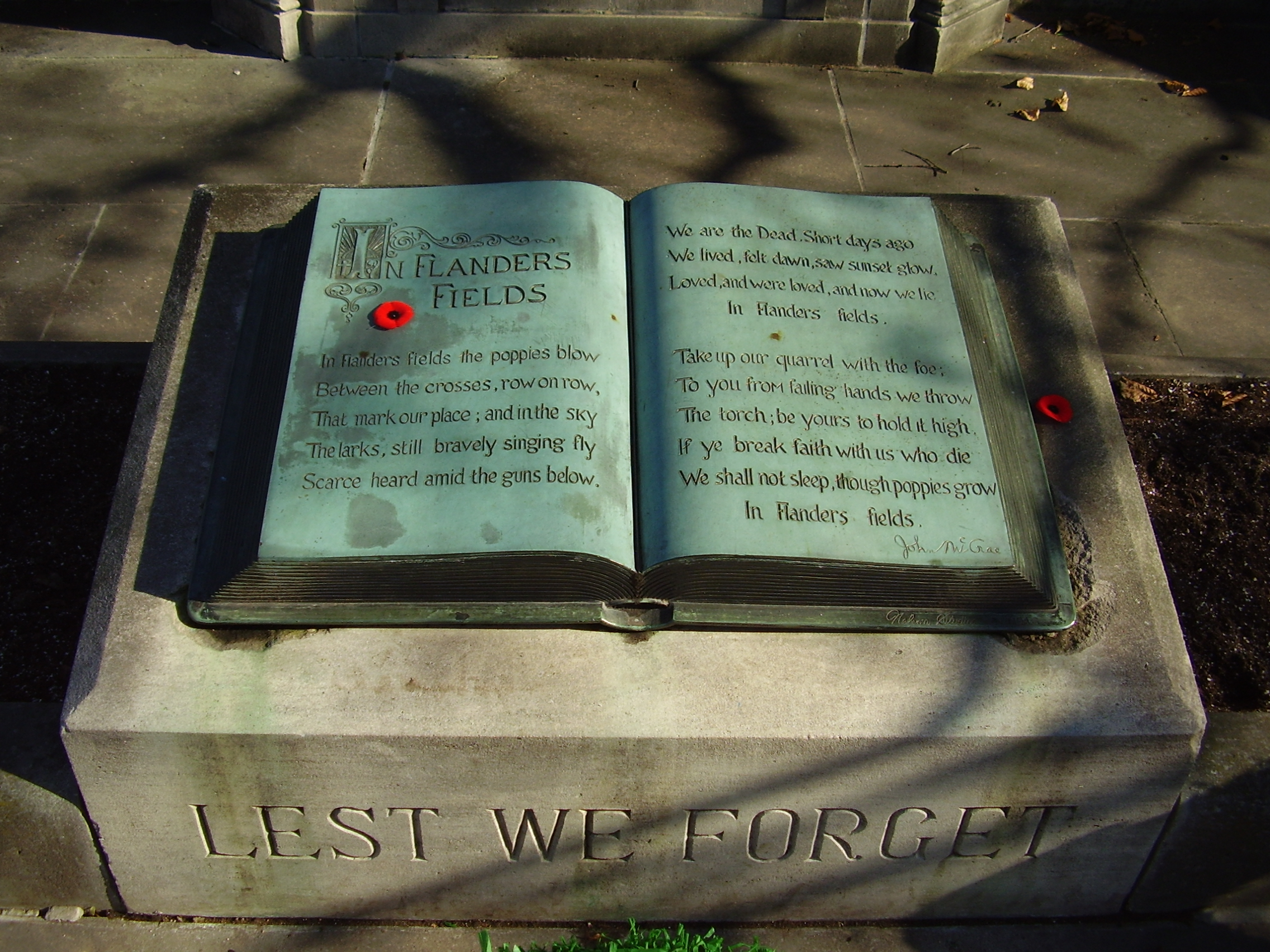
زهرة الخشخاش الكندية تزين النصب التذكاري الذي يحمل كلمات أغنية «في حقول الفلاندرز» في منزل ماكراي.

تشير الأسطر الافتتاحية لقصيدة الحرب العالمية الأولى «في حقول الفلاندرز» إلى نبات الخشخاش المنثور الذي ينمو بين قبور ضحايا الحرب في إحدى مناطق بلجيكا. كتبت القصيدة من وجهة نظر الجنود الذين سقطوا وفي بيتها الأخير، يدعو الجنود الأحياء لمواصلة الصراع. كتب القصيدة الطبيب الكندي جون ماكريه في 3 مايو 1915 بعد أن شهد وفاة صديقه وزميله الجندي في اليوم السابق. نُشرت القصيدة لأول مرة في 8 ديسمبر 1915 في مجلة بانش التي تتخذ من لندن مقراً لها.
استلهمت موينا مايكل، التي أخذت إجازة من عملها كأستاذة في جامعة جورجيا لتكون عاملة متطوعة في منظمة أمناء الحرب في الخارج التابعة لجمعية الشبان المسيحيين الأمريكية، القصيدة. نشرت قصيدة خاصة بها بعنوان «سنحافظ على الإيمان» في عام 1918. تكريمًا لقصيدة ماكريه، تعهدت بارتداء زهرة الخشخاش الحمراء دائمًا كرمز للذكرى لأولئك الذين قاتلوا في الحرب وساعدوا فيها. في مؤتمر أمناء الحرب في الخارج التابع لجمعية الشبان المسيحيين في نوفمبر 1918، ظهرت وهي ترتدي زهرة خشخاش من الحرير مثبتة على معطفها ووزعت خمسة وعشرين زهرة خشخاش أخرى على الحاضرين. ثم قامت بحملة لتبني الخشخاش كرمز وطني للذكرى.

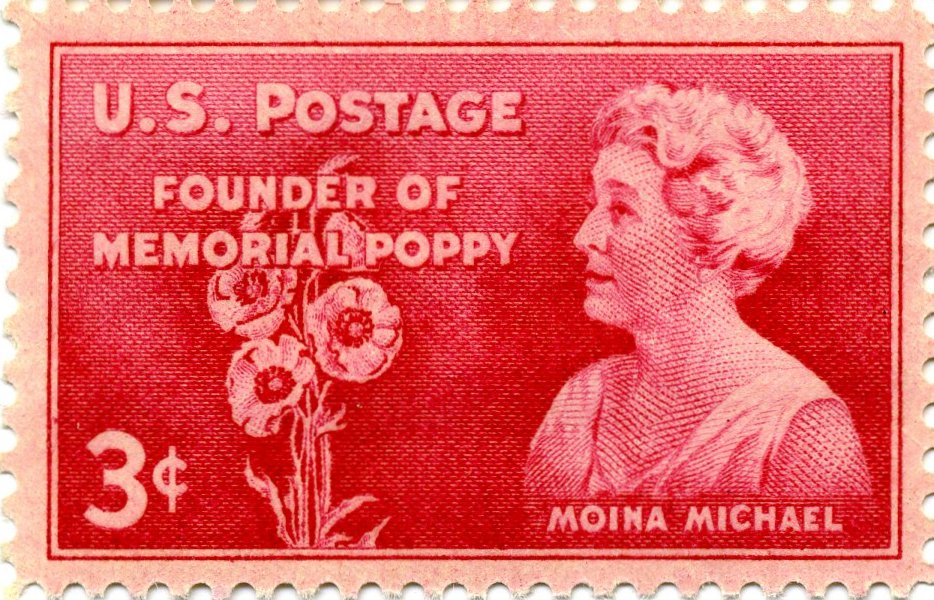
طابع بريد أمريكي يحيي ذكرى موينا مايكل باعتبارها صانعة زهرة الخشخاش التذكارية

في مؤتمرها عام 1920، اعتمدت الفيلق الوطني الأمريكي الخشخاش كرمز رسمي للذكرى. تمت دعوة الفرنسية آنا جورين [الإنجليزية] لمخاطبة مندوبي الفيلق الأمريكي في مؤتمر كليفلاند عام 1920 حول «يوم الخشخاش بين الحلفاء». بعد المؤتمر، تبنت الفيلق الأمريكي أيضًا الخشخاش كزهرة تذكارية والتزمت بدعم جورين في يوم الخشخاش الأمريكي المخطط له. وفي أعقاب هذا الحدث أيضًا، أطلقت الفيلق الأمريكي على جورين لقب «سيدة الخشخاش من فرنسا». نجحت جورين في تنظيم أول يوم خشخاش على مستوى البلاد في الولايات المتحدة خلال الأسبوع الذي سبق يوم الذكرى في مايو 1921 باستخدام الخشخاش الحريري الذي صنعته أرامل وأطفال المناطق المدمرة في فرنسا.

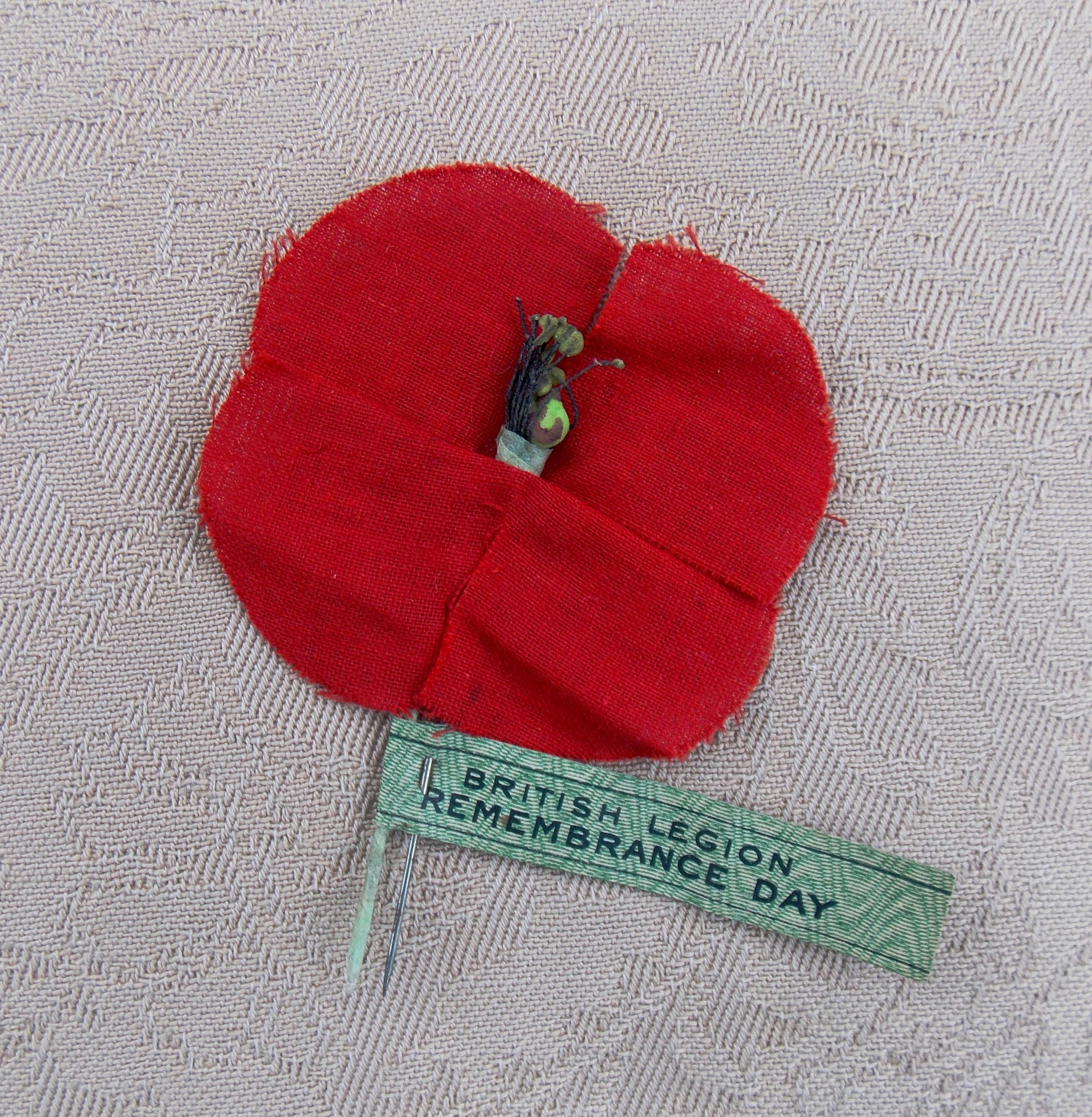
زهرة الخشخاش التذكارية المصنوعة في فرنسا والتي تم صنعها للفيلق البريطاني عام 1921. نظمت آنا جورين توزيع هذه الخشخاش في عام 1921 للمساعدة في نشر «يوم الخشخاش بين الحلفاء».

عندما توقف الفيلق الأمريكي عن استخدام رمز الخشخاش لصالح زهرة الأقحوان، دعم أعضاء قدامى المحاربين في الحروب الأجنبية غورين بدلاً من ذلك. باستخدام الخشخاش المصنوع في فرنسا والذي تم شراؤه من خلالها، نظمت منظمة قدامى المحاربين في الحروب الأجنبية أول حملة لجمع الخشخاش للمحاربين القدامى في الولايات المتحدة، وذلك بمناسبة يوم الذكرى لعام 1922. في عام 1924، حصلت منظمة قدامى المحاربين في الحروب الأجنبية على براءة اختراع لخشخاش الأصدقاء (الاسم الأصلي).
كما تبنت مجموعات المحاربين القدامى في أجزاء من الإمبراطورية البريطانية فكرة «يوم الخشخاش بين الحلفاء» التي اقترحتها غيرين. فبعد يوم الذكرى عام 1921 في الولايات المتحدة، سافرت غيرين إلى كندا. وبعد أن ألقت كلمة أمام جمعية قدامى المحاربين في الحرب العظمى في 4 يوليو، تبنت المجموعة أيضًا شعار الخشخاش بالإضافة إلى مفهوم «يوم الخشخاش بين الحلفاء». وكانوا أول قدامى المحاربين في الإمبراطورية البريطانية (سلف الكومنولث) يفعلون ذلك.
أرسلت جورين العقيد موفات (الصليب الأحمر الأمريكي السابق) إلى أستراليا ونيوزيلندا بعد ذلك كممثل لها. ثم سافرت إلى بريطانيا العظمى، حيث أبلغت المشير الميداني دوغلاس هيج والفيلق الملكي البريطاني بفكرتها. ولأنها كانت منظمة تعاني من نقص التمويل، دفعت جورين ثمن زهور الخشخاش التذكارية البريطانية بنفسها وسدد لها الفيلق البريطاني المبلغ بعد يوم الذكرى البريطاني الأول/يوم الخشخاش في 11 نوفمبر 1921. وبحلول عام 1921، أصبحت زهور الخشخاش التذكارية مقبولة على نطاق واسع من قبل حلفاء الحرب العالمية الأولى كزهرة تذكارية يتم ارتداؤها في يوم الهدنة.

## التوزيع والاستخدام

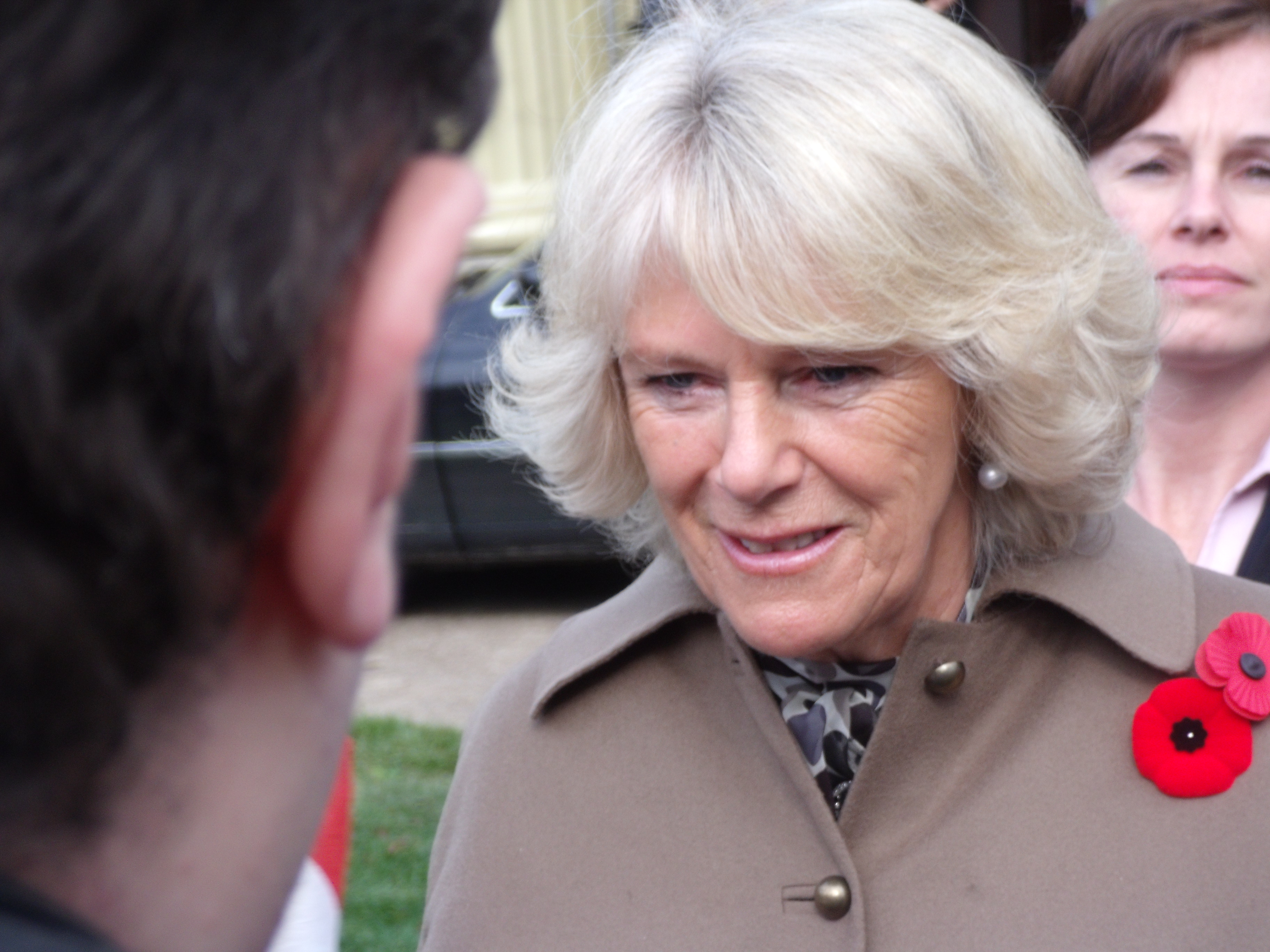
الملكة كاميلا (دوقة كورنوال آنذاك) ترتدي زهرة الخشخاش الاسكتلندية (أعلى) وزهرة الخشخاش الكندية (أسفل).

يتم توزيع زهور الخشخاش التذكارية بشكل أساسي في الأسابيع التي تسبق يوم الذكرى في العديد من بلدان الكومنولث. ومع ذلك، في نيوزيلندا، يتم توزيعها في الأسابيع التي تسبق يوم أنزاك. يتم توزيع زهور الخشخاش التذكارية من قبل منظمة قدامى المحاربين الوطنية لإحياء ذكرى قدامى المحاربين وجمع الأموال لمجموعات وبرامج قدامى المحاربين.
هناك العديد من تصميمات زهور الخشخاش التذكارية، حيث تنتج العديد من منظمات المحاربين القدامى الوطنية زهور الخشخاش التذكارية الخاصة بها. ومع ذلك، فإن العديد من دول الكومنولث في منطقة البحر الكاريبي، بما في ذلك بربادوس وغيانا وجامايكا وترينيداد وتوباغو، تشترك في نفس التصميم المستخدم في كندا، حيث تحصل على زهور الخشخاش التذكارية الخاصة بها من الفيلق الملكي الكندي من خلال رابطة المحاربين القدامى الملكية في الكومنولث.
على الرغم من أن زهور الخشخاش التذكارية تُستخدم بشكل أساسي في الكومنولث، إلا أنها تُستخدم أيضًا بدرجة أقل في العديد من البلدان الأخرى.

### أستراليا

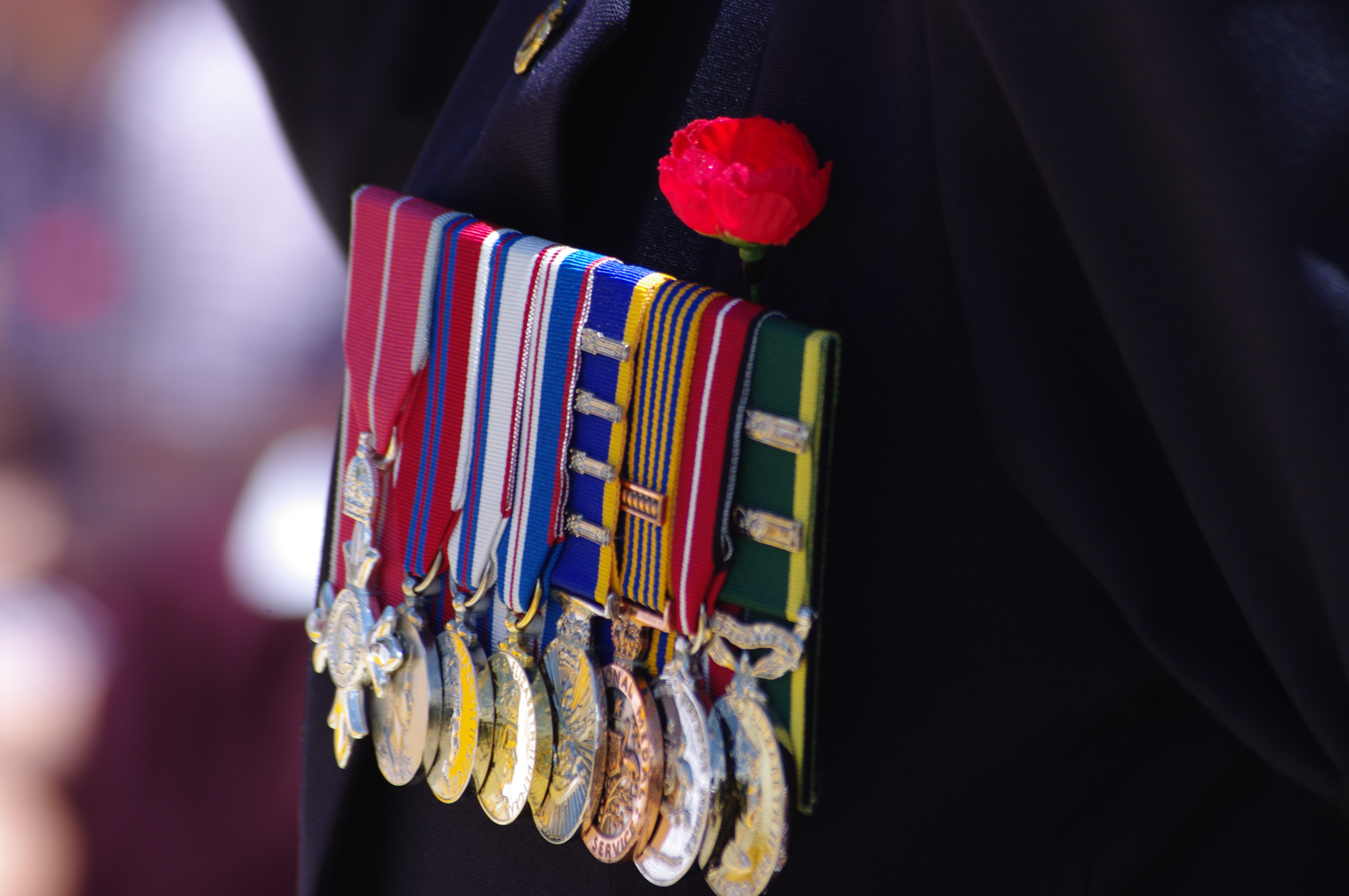
زهرة الخشخاش التي توزعها رابطة العائدين والخدمات في أستراليا يتم ارتداؤها فوق العديد من الميداليات الخدمية.

في أستراليا، يتم توزيع زهور الخشخاش التذكارية المصنوعة من القماش والورق، والتي تسمى أيضًا زهور الخشخاش الفلاندرزية، من قبل رابطة العائدين والخدمات في أستراليا منذ عام 1921 كزهور تذكارية رسمية ليوم الذكرى. عادة ما يتم الاحتفاظ بممارسة ارتداء زهرة الخشخاش التذكارية ليوم الذكرى في أستراليا، ولا يتم الاحتفال بها عادةً في الأعياد الأخرى التي تحيي ذكرى قدامى المحاربين العسكريين، مثل يوم أنزاك.
على الرغم من عدم ارتداء زهور الخشخاش التذكارية في يوم أنزاك، إلا أن رمزيتها تظل بارزة في تلك العطلة، حيث يتم وضع نباتات الخشخاش وأكاليل الزهور تقليديًا في النصب التذكارية للحرب.

### باربادوس

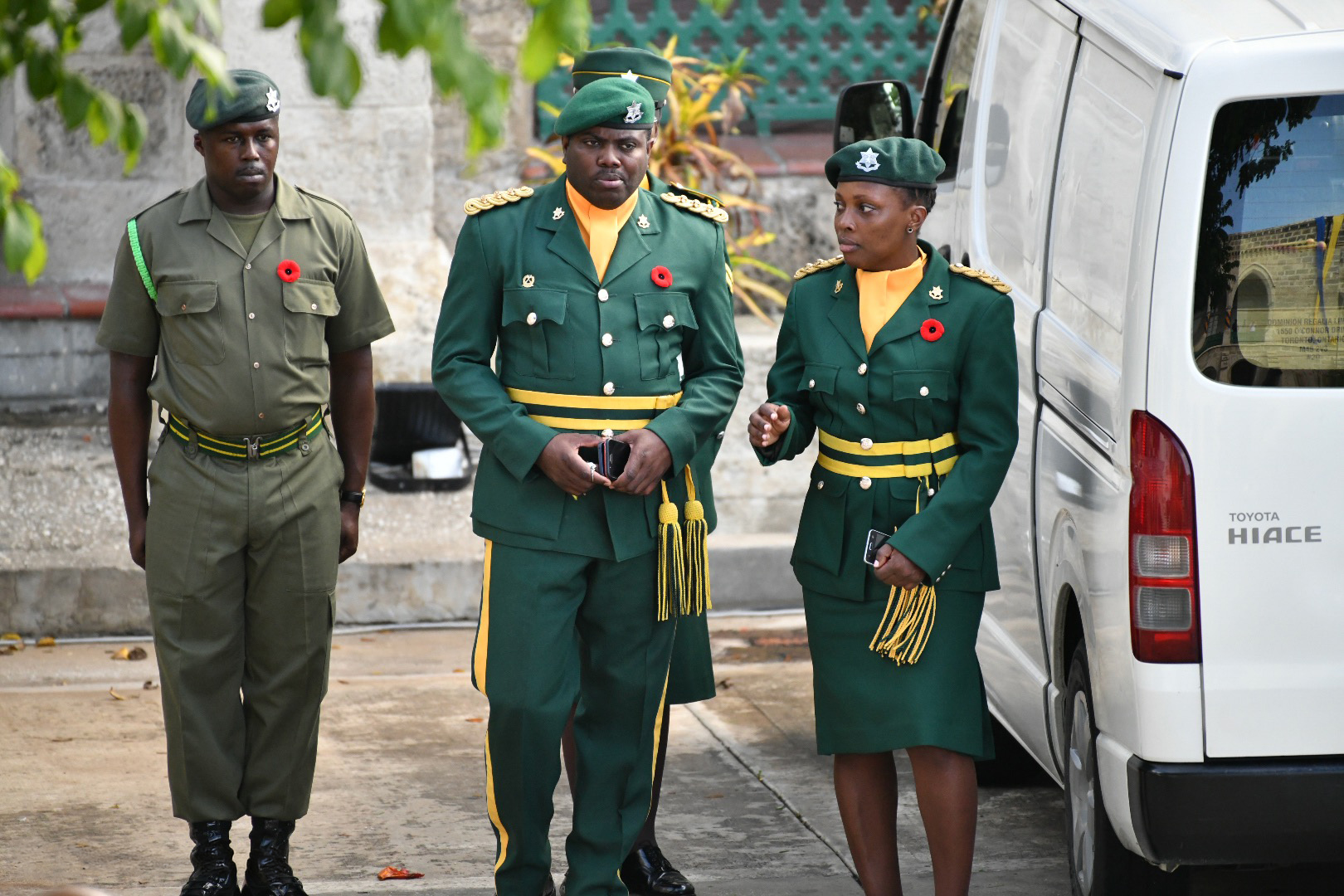
أعضاء قوة دفاع بربادوس يرتدون زهور الخشخاش التذكارية في حفل يوم الذكرى

تم توزيع أول زهور الخشخاش التذكارية المستخدمة في بربادوس في عام 1923 بواسطة رابطة الخشخاش في بربادوس. تأسست رابطة الخشخاش في بربادوس، وهي الذراع لجمع التبرعات لفيلق بربادوس، على يد الحاكم الاستعماري لبربادوس، تشارلز أوبراين، في العام السابق. تتلقى رابطة الخشخاش في بربادوس زهور الخشخاش التذكارية الخاصة بها من الفيلق الملكي الكندي من خلال رابطة المحاربين القدامى في الكومنولث الملكي.

### كندا

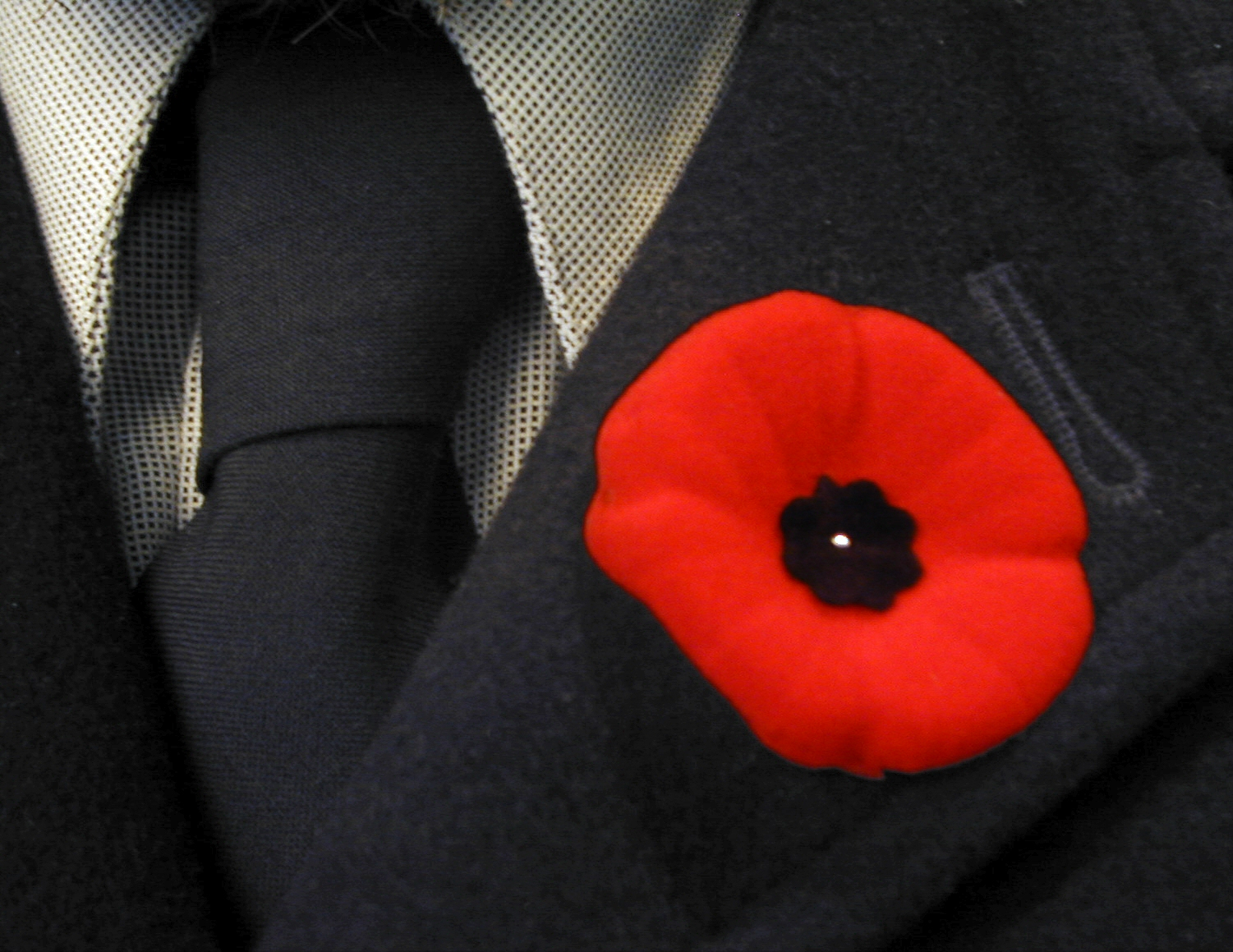
زهرة الخشخاش التي وزعتها الفيلق الملكي الكندي يتم ارتداؤها على طية صدر السترة

في كندا، يعتبر الخشخاش رمزًا رسميًا للذكرى، وتم اعتماده على هذا النحو في عام 1921. وعادة ما يتم ارتداؤه بدءًا من آخر جمعة من شهر أكتوبر حتى 11 نوفمبر. وعادة ما يتم تقديم أول زهرة خشخاش إلى الحاكم العام لكندا من قبل رئيس دومينيون للفيلق الملكي الكندي. يقترح الفيلق الملكي الكندي، الذي سجل الصورة كعلامة تجارية، ارتداء الخشخاش على طية صدر السترة اليسرى، أو بالقرب من القلب قدر الإمكان.
يتميز تصميم زهرة الخشخاش الكندية بأربع بتلات ومركز أسود ولا يوجد بها أوراق. تتكون زهرة الخشخاش التذكارية من قطعتين من البلاستيك المصبوب المغطى بالزغب مع دبوس لتثبيته على الملابس. من عام 1980 إلى عام 2002، تم تغيير المراكز إلى اللون الأخضر. التصميمات الحالية سوداء فقط؛ هذا التغيير أربك أولئك غير المألوفين بالتصميم الأصلي. في عام 2007، تم تقديم ملصقات الخشخاش للأطفال وكبار السن والعاملين في مجال الرعاية الصحية وصناعة الأغذية. كما تم إصدار دبوس «كندا تتذكر» من المعدن المصبوب يتميز بورقة قيقب ذهبية وخشخاشين، واحدة تمثل الساقطين والأخرى تمثل أولئك الذين بقوا على الجبهة الداخلية.
حتى عام 1996، كان المحاربون القدامى المعاقون في كندا يصنعون زهور الخشخاش، ولكن منذ ذلك الحين أصبحوا يصنعونها بواسطة مقاول خاص. يتم تصنيع زهور الخشخاش التذكارية للفيلق الملكي الكندي في تورنتو، حيث وزع الفيلق أكثر من 18 مليون زهرة خشخاش في عام 2011.

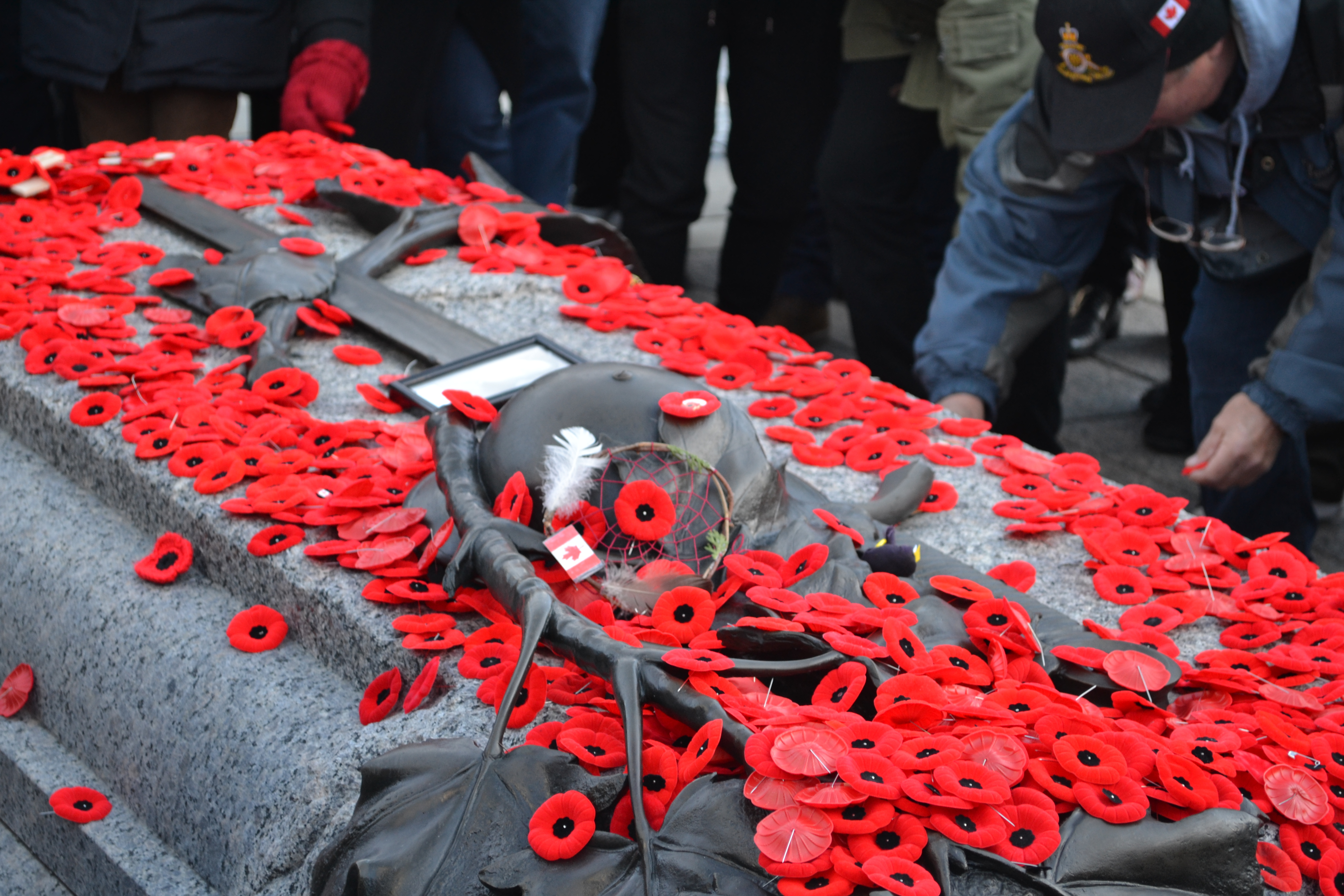
زهور الخشخاش التذكارية توضع فوق قبر الجندي المجهول الكندي بعد احتفال يوم الذكرى في أوتاوا.

بعد تركيب قبر الجندي المجهول في النصب التذكاري الوطني للحرب في أوتاوا عام 2000، حيث تقام مراسم إحياء الذكرى الوطنية، بدأ تقليد جديد يتمثل في قيام الحاضرين بوضع زهور الخشخاش على القبر في نهاية الخدمة. ورغم أن هذا الفعل ليس جزءًا من البرنامج الرسمي، فقد أصبح يُمارس على نطاق واسع في أماكن أخرى من البلاد، حيث يترك آخرون الزهور المقطوعة أو الصور الفوتوغرافية أو الرسائل أيضًا.
منذ دمج نيوفاوندلاند في كندا عام 1949، حلت زهرة الخشخاش التذكارية إلى حد كبير محل شعار نيوفاوندلاند التذكاري الزهري، لا تنساني. وعلى الرغم من عودة زهرة لا تنساني إلى الظهور في الاحتفالات العسكرية بنيوفاوندلاند في السنوات الأخيرة، إلا أن زهرة الخشخاش التذكارية لا تزال أكثر شيوعًا.

### نيوزيلندا

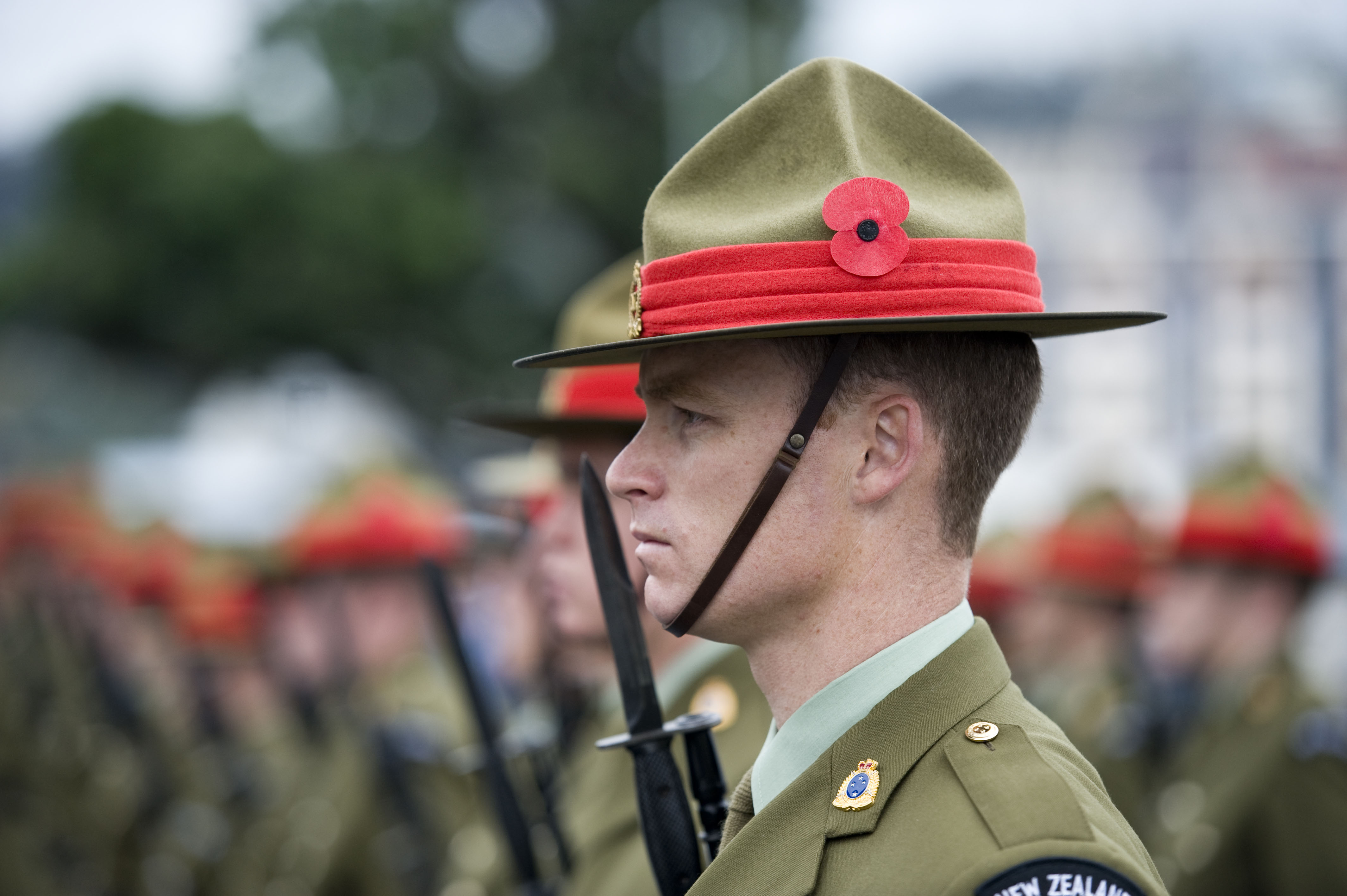
زهرة الخشخاش التذكارية تزين قبعة الحملة العسكرية لعضو في الخدمة النيوزيلندية.

غالبًا ما تُرتدى زهور الخشخاش التذكارية في يوم أنزاك (25 أبريل) لإحياء ذكرى الجنود النيوزيلنديين الذين لقوا حتفهم في الحرب. كما تُرتدى في يوم الذكرى، وتبيعها جمعية العائدين والخدمات الملكية النيوزيلندية لجمع الأموال. خططت الجمعية الملكية النيوزيلندية لعقد أول نداء ليوم الخشخاش في وقت قريب من يوم الهدنة عام 1921، كما فعلت دول أخرى، لكن السفينة التي تحمل الخشخاش من فرنسا وصلت إلى نيوزيلندا متأخرة جدًا. لذلك انتظرت الجمعية حتى يوم أنزاك عام 1922.[بحاجة لمصدر] كان نداء يوم الخشخاش الأول هذا ناجحًا. ذهبت معظم الأموال التي تم جمعها إلى الجنود المحتاجين وعائلاتهم، بينما ذهب الباقي إلى رابطة الأطفال الفرنسية للمساعدة في تخفيف المعاناة في المناطق التي مزقتها الحرب في شمال فرنسا.[بحاجة لمصدر]
بعد تقديمه، زادت شعبية يوم الخشخاش وتم جمع التسجيلات خلال الحرب العالمية الثانية. وبحلول عام 1945، تم توزيع 750 ألف زهرة خشخاش على مستوى البلاد، وهو عدد يعادل نصف سكان البلاد.

### باكستان
تقيم «شركة الحرب العظمى» احتفالًا خاصًا في 11 نوفمبر، حيث يرتدي أحفاد قدامى المحاربين في الحرب العالمية الأولى من جيش الهند البريطاني زهور الخشخاش الحمراء.

### جنوب إفريقيا
ازداد استخدام زهرة الخشخاش التذكارية في العقد الأول من القرن الحادي والعشرين. وزاد الاهتمام بزهرة الخشخاش التذكارية في عام 2011 بعد زيارة تشارلز أمير ويلز آنذاك للبلاد في نوفمبر 2011، حيث شهدت فيلق المحاربين القدامى في جنوب إفريقيا ارتفاعًا في المكالمات الهاتفية من الأشخاص الذين يرغبون في الحصول على الخشخاش. في ذلك العام، شحن فيلق جنوب إفريقيا أكثر من 300،000 زهرة خشخاش من مصنع الخشخاش التابع للفيلق الملكي البريطاني.

### المملكة المتحدة
في إنجلترا وويلز وأيرلندا الشمالية، يتم بيع زهور الخشخاش التذكارية من قبل متطوعي الفيلق الملكي البريطاني (RBL) في الشوارع في الأسابيع التي تسبق يوم الذكرى. يتم تصنيع زهور الخشخاش التذكارية وتوزيعها في اسكتلندا بواسطة صندوق إيرل هيج في اسكتلندا أو خشخاش اسكتلندا.

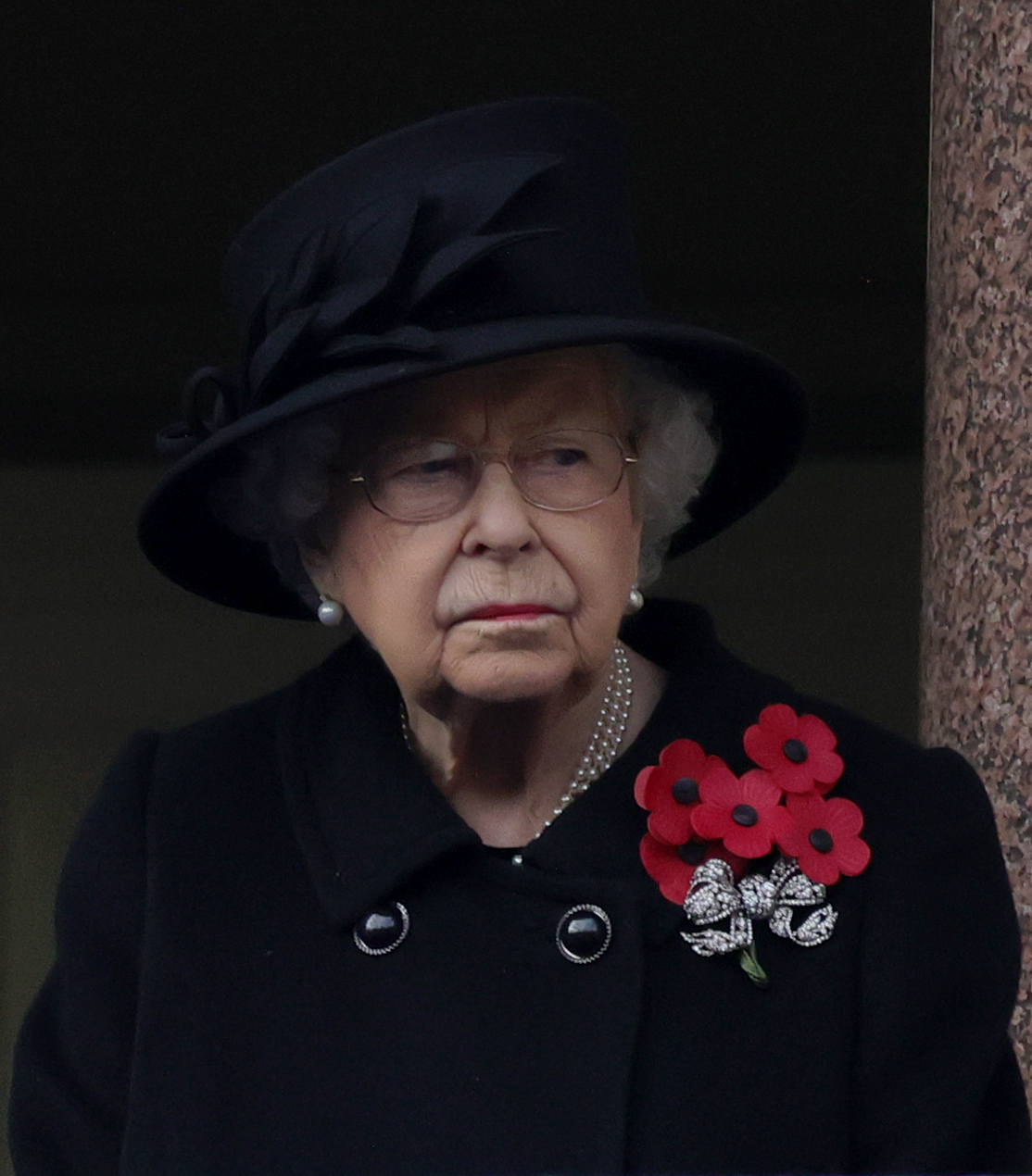
الملكة إليزابيث الثانية ترتدي تصميمًا فريدًا من نوعه لزهرة الخشخاش التذكارية في يوم الأحد التذكاري لعام 2020

لسنوات بعد الحرب العالمية الأولى، كانت زهور الخشخاش تُرتدى فقط في يوم الذكرى. واليوم، تتمتع حملة «خشخاش أبيل» التابعة للفيلق الملكي البريطاني بشهرة أعلى من حملات النداء الخيرية الأخرى في المملكة المتحدة. تنتشر الدبابيس على نطاق واسع من أواخر أكتوبر حتى منتصف نوفمبر من كل عام ويرتديها عامة الناس والسياسيون والعائلة المالكة والشخصيات العامة الأخرى. أصبح من الشائع رؤية زهور الخشخاش الكبيرة على الحافلات وقطارات الأنفاق والطائرات، وكذلك على أعمدة الإنارة واللوحات الإعلانية والمباني العامة والمعالم. تعرض العديد من الصحف والمجلات زهرة الخشخاش على غلافها، ويضيف بعض مستخدمي الشبكات الاجتماعية زهور الخشخاش إلى صورهم الرمزية.[بحاجة لمصدر] يتم إصدار أغنية فردية رسمية لحملة خشخاش أبيل كل عام. يمكن العثور على بائعي زهور الخشخاش التذكارية في الشوارع وفي العديد من المناسبات العامة مثل الحفلات الموسيقية والمعارض والماراثونات والمسابقات. تتضمن أحداث التوعية الأخرى أحيانًا صور الخشخاش. على سبيل المثال، في عام 2011، أسقطت طائرة من الحرب العالمية الثانية 6،000 زهرة خشخاش فوق بلدة يوفيل في سومرست. في عام 2014، تم إنشاء أراضي وبحار حمراء ملطخة بالدماء، وهو تركيب فني عام، في الخندق المائي لبرج لندن من خلال تغطيته بـ 888،246 زهرة خشخاش خزفية – واحدة لكل جندي من الإمبراطورية البريطانية قُتل في الحرب العالمية الأولى.

#### زهرة الخشخاش للفيلق الملكي البريطاني

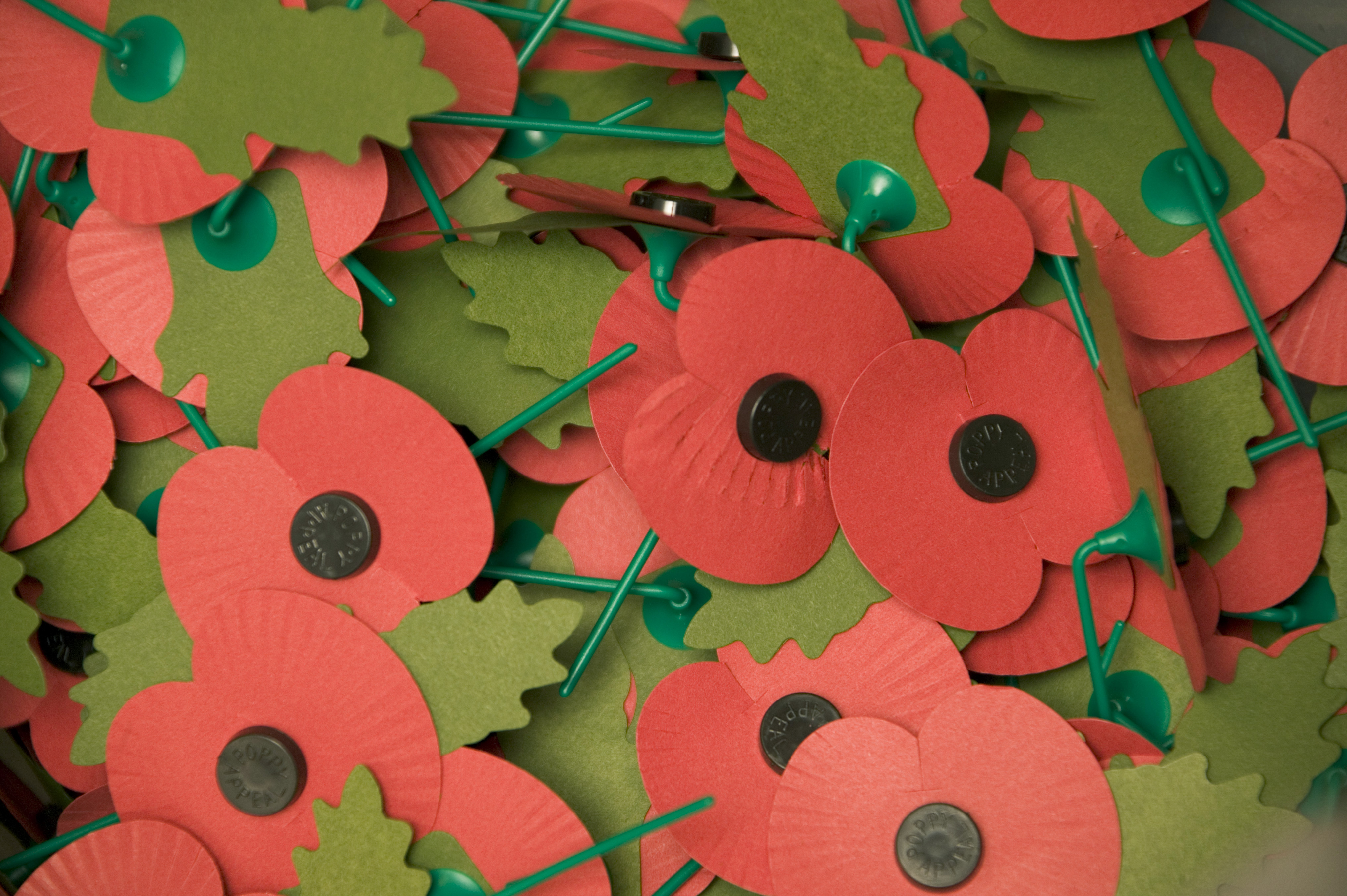
كومة من زهور الخشخاش التذكارية للفيلق الملكي البريطاني تم توزيعها في إنجلترا وويلز وأيرلندا الشمالية.

في إنجلترا وويلز وأيرلندا الشمالية، عادةً ما تحتوي زهرة الخشخاش على بتلاتين من الورق الأحمر مثبتتين على ساق بلاستيكية خضراء مع ورقة خضراء واحدة ونتوء بلاستيكي أسود بارز في المنتصف. يحتوي الساق على فرع إضافي يستخدم كدبوس لتثبيت زهرة الخشخاش في طية صدر السترة أو فتحة الزر. يعد البيع السنوي لزهرة الخشخاش مصدرًا رئيسيًا للدخل للفيلق الملكي البريطاني في المملكة المتحدة. لا يوجد سعر ثابت لزهرة الخشخاش؛ يتم بيعها مقابل تبرع أو قد يقترح البائع السعر. كان المركز البلاستيكي الأسود لزهرة الخشخاش يحمل علامة «صندوق هيج» حتى عام 1994 ولكنه يحمل الآن علامة «خشخاش أبيل».
يتم إنتاج خشخاش الفيلق الملكي البريطاني بواسطة 50 شخصًا، معظمهم من العسكريين البريطانيين السابقين ذوي الإعاقة، والذين يعملون على مدار العام لتجميع ملايين الخشخاش في مصنع الخشخاش في ريتشموند. في عام 2010، تم شحن ما يقرب من 48 مليون خشخاش من مصنع الخشخاش، مع توزيع 45 مليون خشخاش على إنجلترا وويلز وأيرلندا الشمالية. تم شحن ثلاثة ملايين خشخاش من مصنع الخشخاش إلى 120 دولة، في المقام الأول إلى مجتمعات المغتربين البريطانيين والسفارات البريطانية.

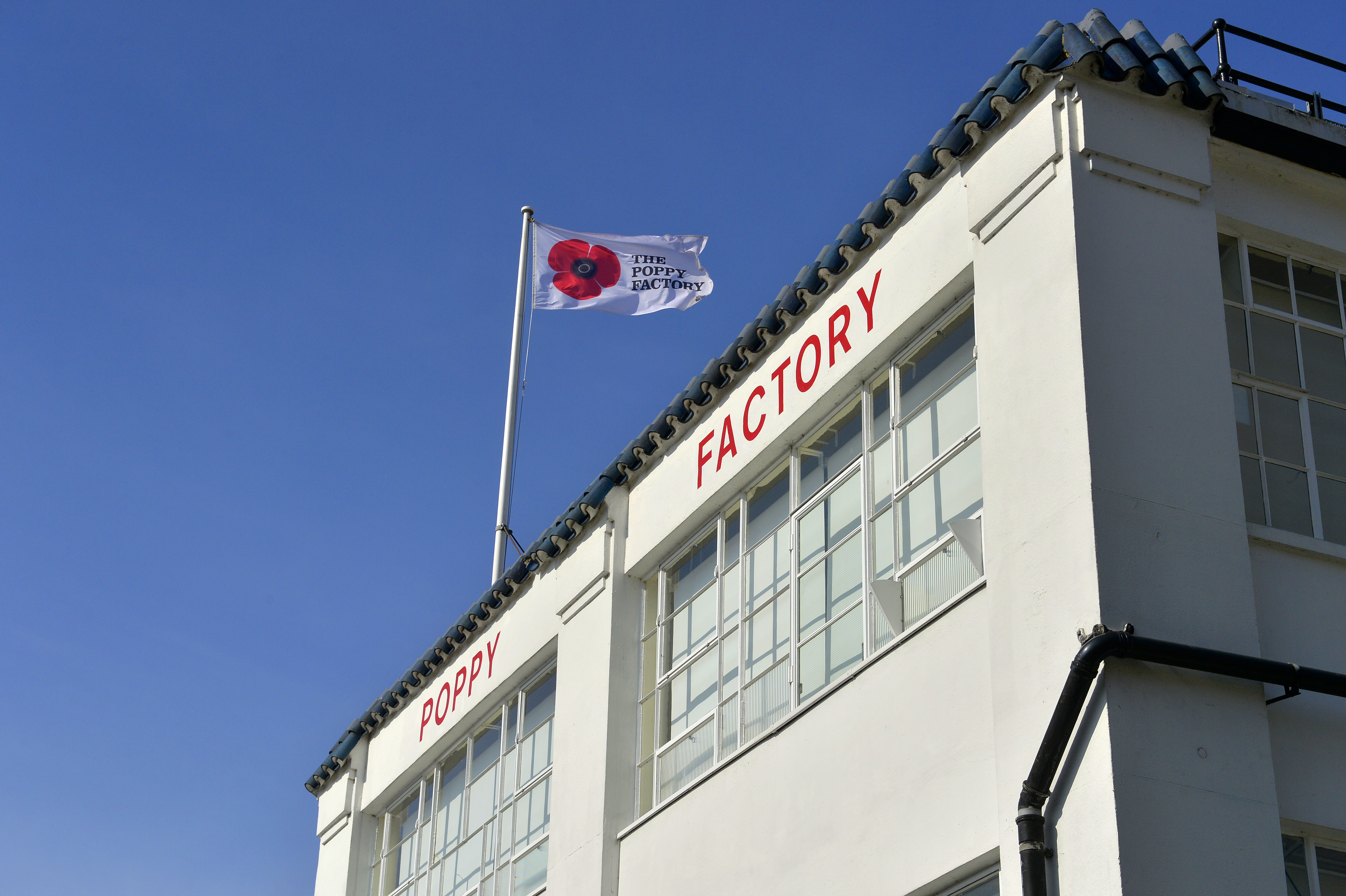
الجزء الخارجي من مصنع الخشخاش، حيث يتم تجميع زهور الخشخاش التذكارية للفيلق الملكي البريطاني.

منذ عام 2000، أصبحت زهرة الخشخاش البريطانية التذكارية علامة تجارية مسجلة للفيلق الملكي البريطاني. تنص الفيلق الملكي البريطاني على أن «الخشخاش الأحمر هو علامتنا التجارية المسجلة واستخدامه القانوني الوحيد هو جمع الأموال لصالح حملة الخشخاش»، السنوية لجمع التبرعات في الأسابيع التي تسبق يوم الذكرى. تقول المنظمة إن هذه الخشخاش «تُرتدى لإحياء ذكرى تضحيات قواتنا المسلحة ولإظهار الدعم لأولئك الذين ما زالوا يخدمون اليوم». تُباع منتجات الخشخاش الأخرى على مدار العام كجزء من جمع التبرعات المستمر.
لقد تسبب شعار زهرة الخشخاش الذي أطلقته الفيلق الملكي البريطاني في إثارة الجدل في العقود الأخيرة، حيث زعم البعض—بما في ذلك قدامى المحاربين في الجيش البريطاني—أن الرمز قد استُخدم بشكل مفرط لحشد الدعم للتدخلات العسكرية البريطانية وأن الشخصيات العامة تعرضت لضغوط لارتداء زهرة الخشخاش.

#### صندوق إيرل هيج لخشخاش إسكتلندا

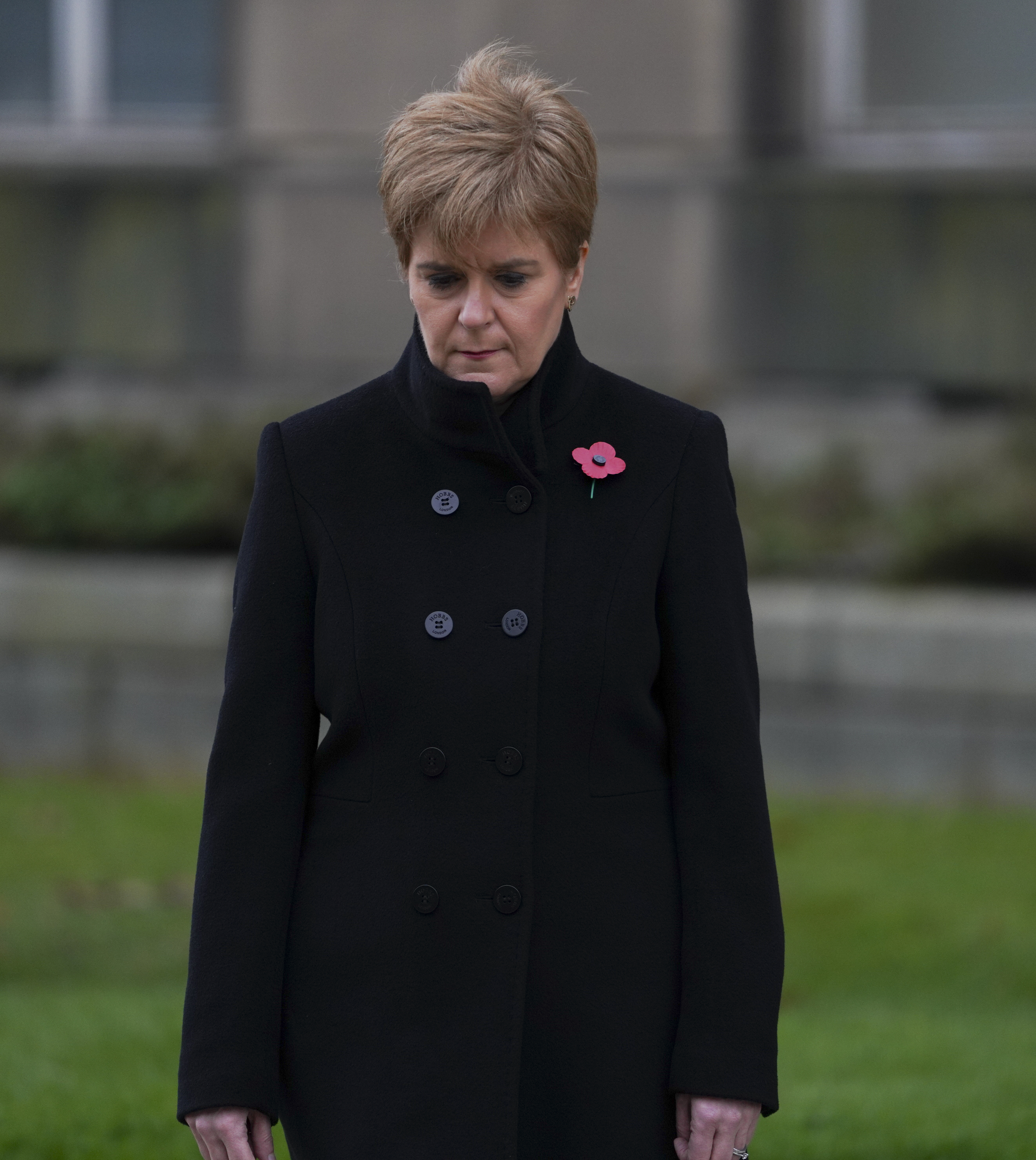
نيكولا ستارجن ترتدي زهرة الخشخاش التذكارية التي وزعها صندوق إيرل هيج اسكتلندا، 2021. لاحظ عدم وجود ورقة، وهي ميزة موجودة على زهور الخشخاش التذكارية التي وزعها صندوق إيرل هيج اسكتلندا، ولكنها غائبة عن زهور الخشخاش الاسكتلندية.

في اسكتلندا، يتم إنتاج وتوزيع الخشخاش بواسطة صندوق إيرل هيج اسكتلندا. يبدو الخشخاش الذي ينتجه صندوق إيرل هيج اسكتلندا مختلفًا قليلاً عن نظيراته من الفيلق الملكي البريطاني، حيث يكون الخشخاش الاسكتلندي ملتفًا بأربع بتلات ولا يحتوي على أوراق. يتم تصنيع الخشخاش الذي يوزعه صندوق إيرل هيج اسكتلندا في مصنع الخشخاش الخاص بالليدي هيج في إدنبرة.
اعتبارًا من 2011، ورد أن الخشخاش اسكتلندا توزع ما يقرب من خمسة ملايين نبات الخشخاش سنويًا.

#### القضايا في أيرلندا الشمالية
على الرغم من أن الفيلق الملكي البريطاني يعقد أيضًا نداءً سنويًا لزهرة الخشخاش في أيرلندا الشمالية وفي عام 2009 جمع أكثر من مليون جنيه إسترليني، فإن ارتداء زهرة الخشخاش في أيرلندا الشمالية مثير للجدل. ينظر إليه الكثيرون على أنه رمز سياسي ورمز للهوية البريطانية، يمثل الدعم للجيش البريطاني.
كان الخشخاش لفترة طويلة حكراً على مجتمع الاتحاديين/الموالين. كما استخدمت الجماعات شبه العسكرية الموالية (مثل قوة حماية المتطوعين وتحالف الدفاع عن المتطوعين) الخشخاش لإحياء ذكرى أعضائها الذين قُتلوا في الاضطرابات.

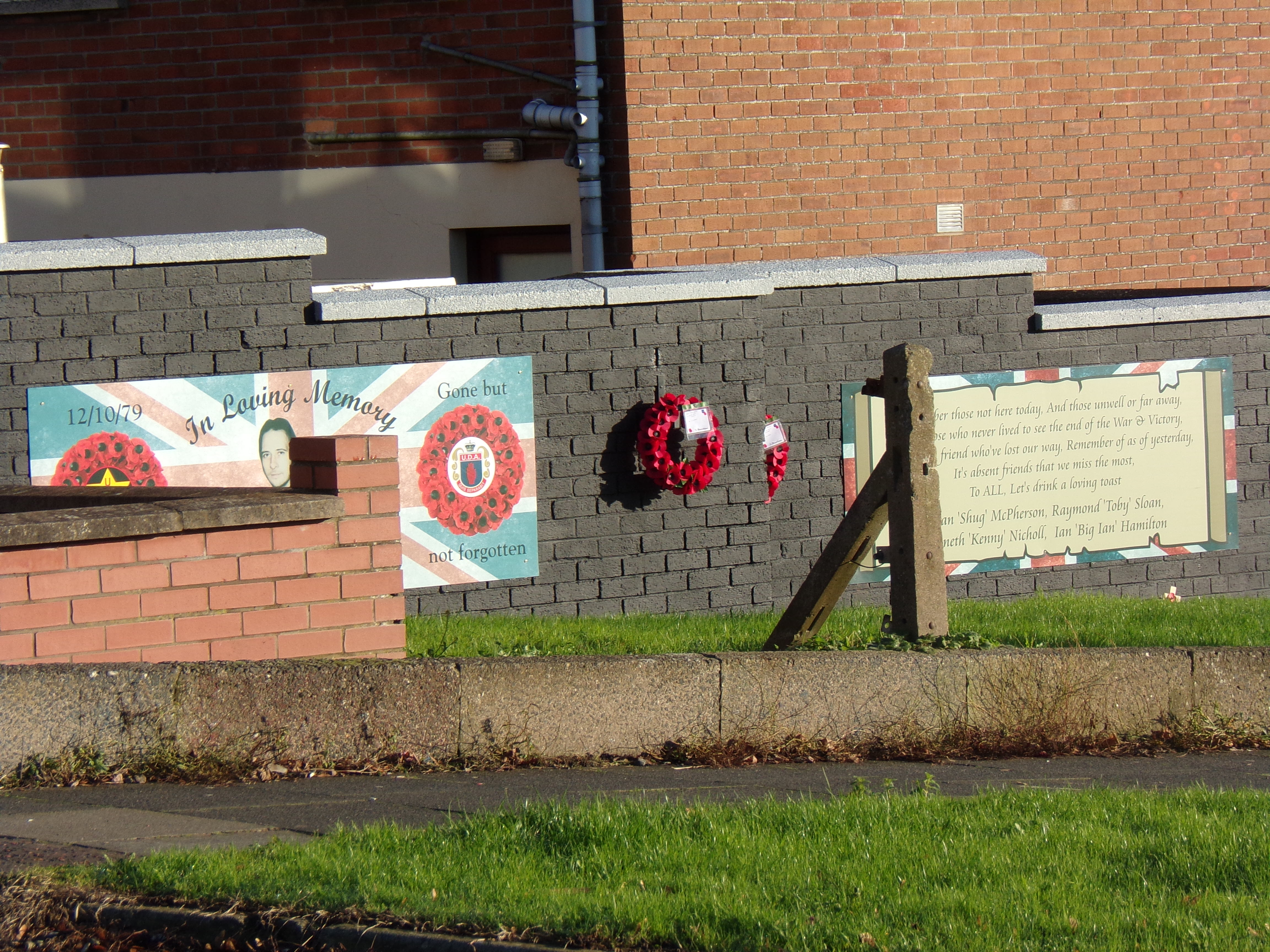
نصب تذكاري لجمعية دفاع أولستر في لارن يتضمن زهور الخشخاش التذكارية.

اختار معظم القوميين والجمهوريين الأيرلنديين عدم ارتداء الخشخاش؛ فهم يعتبرون نداء الخشخاش دعمًا للجنود الذين قتلوا مدنيين (على سبيل المثال في يوم الأحد الدامي) أو تواطأوا مع الميليشيات شبه العسكرية الموالية غير القانونية (على سبيل المثال عصابة جلينان) أثناء الاضطرابات. حثت الجماعات القومية الأيرلندية وجماعات الضحايا هيئة الإذاعة البريطانية على إنهاء سياستها التي تقضي بضرورة ارتداء جميع مقدمي البرامج لزهرة الخشخاش. وهم يزعمون أن ذلك ينتهك الحياد ويشيرون إلى أن الرموز السياسية محظورة في أماكن العمل في أيرلندا الشمالية. كما يقولون إن هيئة الإذاعة البريطانية، كهيئة ممولة من القطاع العام، يجب أن تعكس المجتمع بأكمله على نطاق واسع. وعلى نحو مماثل، أدان مدير منظمة أقارب من أجل العدالة ارتداء ضباط الشرطة لزهرة الخشخاش في الأحياء الكاثوليكية، واصفًا إياه بأنه «مثير للاشمئزاز ومسيء للغالبية العظمى من الناس داخل مجتمعنا، نظرًا لدور الجيش البريطاني». في صحيفة آيريش إندبندنت، زُعم أن «مبالغ كبيرة» من الأموال التي يتم جمعها من بيع الخشخاش تُستخدم «لبناء النصب التذكارية للجنرالات المجانين أو السذج أو بناء نوادي الأولاد القدامى لنخبة الحرب». في يوم الذكرى عام 2010، كانت مارجريت ريتشي من الحزب الاشتراكي العمالي الأيرلندي أول زعيمة لحزب قومي ترتدي الخشخاش.

### خارج الكومنولث
كما تقوم الفيلق الملكي البريطاني والفيلق الملكي الكندي بتوزيع زهور الخشخاش التذكارية على العديد من الدول غير الأعضاء في الكومنولث. في عام 2010، وزع مصنع الخشخاش التابع للفيلق الملكي البريطاني ثلاثة ملايين زهرة خشخاش على أكثر من 120 دولة، في المقام الأول على الجاليات البريطانية المغتربة والسفارات البريطانية. كما يوزع الفيلق الملكي البريطاني زهور الخشخاش التذكارية على فروعه الدولية، بما في ذلك فرعه في هونج كونج. كما يتم توزيع زهور الخشخاش التذكارية الكندية في العديد من السفارات، بما في ذلك السفارة الكندية في كوريا الجنوبية.
كما تنتج العديد من منظمات المحاربين القدامى غير التابعة للكومنولث زهور الخشخاش التذكارية الخاصة بها من أجل توزيعها.

#### ألبانيا
في ألبانيا، ارتدى ممثلو الحكومة، بما في ذلك رئيس الوزراء إيدي راما، زهور الخشخاش التذكارية خلال احتفالات إحياء الذكرى السبعين ليوم التحرير.

#### أيرلندا

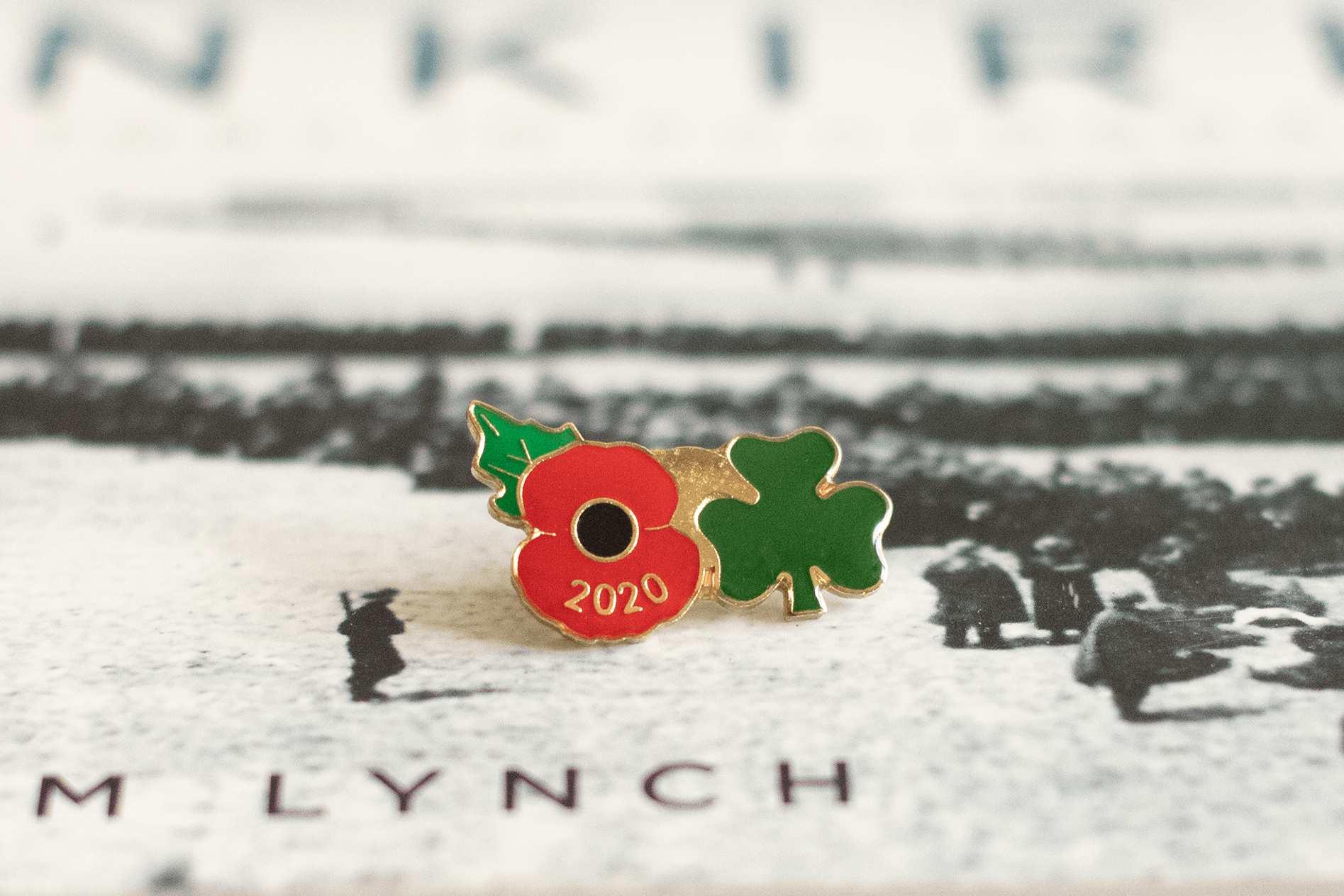
دبوس «نبات الشامروك» للفيلق الملكي البريطاني في أيرلندا 2020

خلال الحرب العالمية الأولى، كانت أيرلندا بأكملها جزءًا من المملكة المتحدة وقاتل حوالي 200،000 أيرلندي في الجيش البريطاني (انظر أيرلندا والحرب العالمية الأولى). خلال الحرب العالمية الثانية، خدم حوالي 70،000 مواطن من دولة أيرلندا المستقلة آنذاك في القوات المسلحة البريطانية، وتدرج قائمة الشرف في كلية ترينيتي في دبلن 3،617 شخصًا من الجمهورية لقوا حتفهم أثناء الخدمة الفعلية في الحرب. على الرغم من حظر الجيش البريطاني من التجنيد النشط في جمهورية أيرلندا، فإن الفيلق الملكي البريطاني لديها فرع في الجمهورية وتقيم حفل وضع إكليل الزهور في كاتدرائية القديس باتريك في دبلن، والتي حضرها رئيس أيرلندا.
لدى الجمهورية يوم وطني خاص بها لإحياء ذكرى جميع الأيرلنديين الذين ماتوا في الحرب في شهر يوليو. وكما هو الحال في البلدان الأخرى غير التابعة للكومنولث، لا يتم ارتداء الخشخاش كثيرًا ولا يشكل جزءًا من الاحتفالات الرئيسية. ويرجع هذا جزئيًا إلى دور الجيش البريطاني في القتال ضد استقلال أيرلندا، وبعض أفعاله أثناء حرب الاستقلال ودوره في أيرلندا الشمالية أثناء الاضطرابات.
في السنوات التي أعقبت حرب الاستقلال، كان الخشخاش مثيرًا للجدل بشكل خاص، حيث اعتبره القوميون الأيرلنديون رمزًا استفزازيًا للإمبريالية البريطانية. في دبلن، غالبًا ما كان يتم انتزاع زهور الخشخاش من سترات المشاركين في مسيرة الفيلق البريطاني، مما أدى إلى معارك في الشوارع. ردًا على ذلك، قام بعض مرتدي الخشخاش بإخفاء شفرات حلاقة في الخشخاش. «مع تقدم الثلاثينيات، فقد «يوم الخشخاش» الكثير من حدته العنيفة في دبلن، لكن ارتداء الرمز أصبح أيضًا أقل شيوعًا في العقود اللاحقة».
في عام 2017، أصبح ليو فرادكار أول رئيس وزراء يرتدي «زهرة الشامروك» في مجلس النواب.

#### كوريا الجنوبية
تُستخدم زهور الخشخاش التذكارية عادةً في احتفال يوم الذكرى في مقبرة الأمم المتحدة التذكارية في بوسان لتكريم قدامى المحاربين في الحرب الكورية من كوريا وأعضاء قوة الأمم المتحدة. كان فينسنت كورتيناي، وهو محارب كندي قديم في الصراع، أول من قدم فكرة ارتداء زهور الخشخاش.[بحاجة لمصدر]

#### أوكرانيا

رمز لن يتكرر مرة أخرى من أوكرانيا

منذ عام 2014، ارتدى الأوكرانيون زهرة الخشخاش كرمز للانتصار على النازية وإحياء ذكرى ضحايا الحرب العالمية الثانية. وقد حلت إلى حد كبير محل شريط القديس جاورجيوس، الذي ارتبط بالانفصاليين الموالين لروسيا والعدوان العسكري الروسي. وقد صمم سيرغي ميشاكين شعار زهرة الخشخاش ويحتوي على النص «1939–1945 لن تتكرر أبدًا».

#### الولايات المتحدة

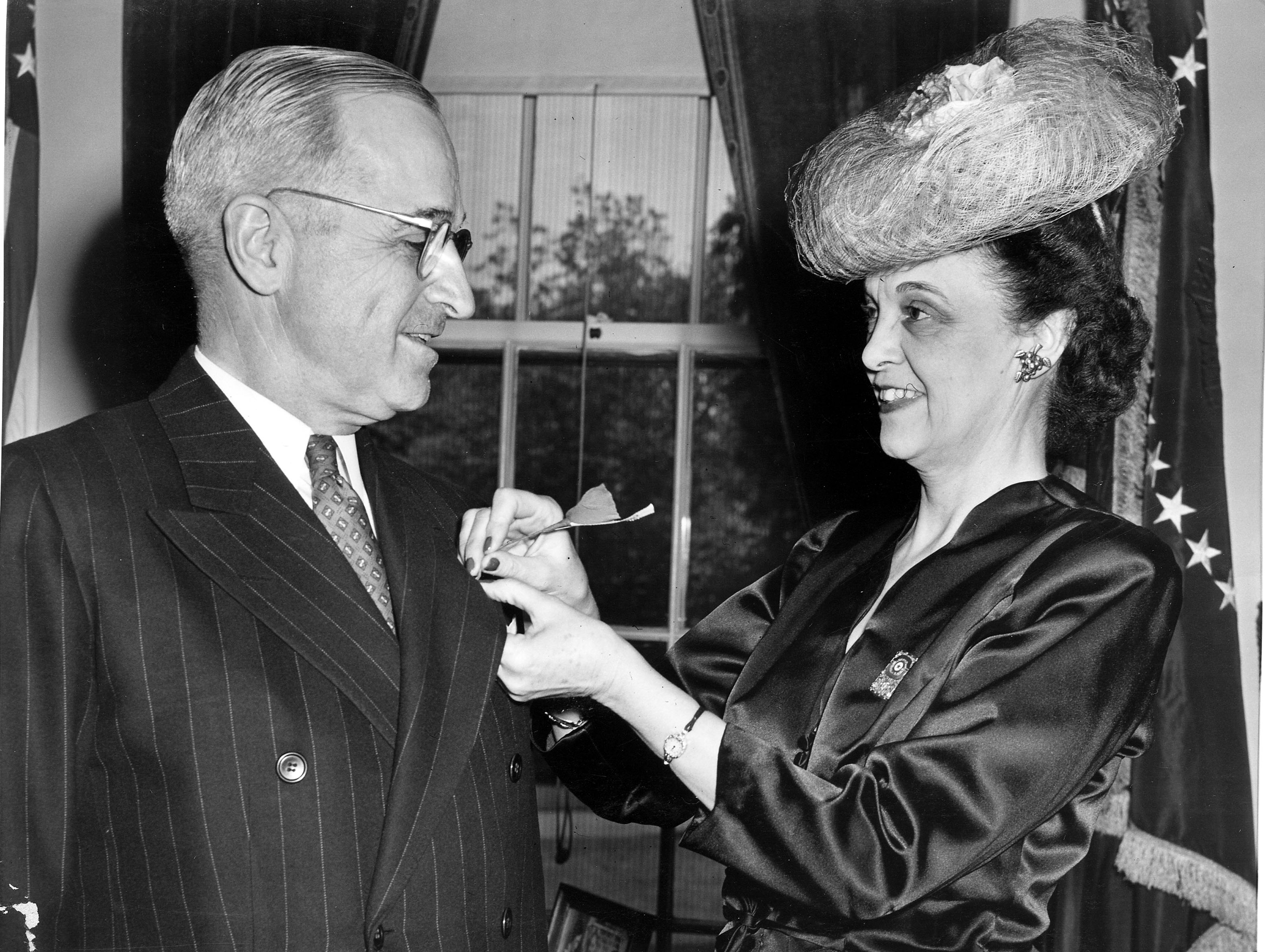
زهرة الخشخاش التذكارية مقدمة إلى الرئيس الأمريكي هاري ترومان من رئيسة منظمة الفيلق الأمريكي المساعدة.

في الولايات المتحدة، أجرى قدامى المحاربين في الحروب الأجنبية أول توزيع وطني لخشخاش الذكرى قبل يوم الذكرى عام 1922. تم تسمية الخشخاش الزهرة الرسمية للفيلق الأمريكي في 27 سبتمبر 1920، على الرغم من أن الفيلق لم يبدأ برنامج التوزيع الوطني الخاص به لخشخاش الذكرى إلا في عام 1924. يوزع مساعدو الفيلق الأمريكي خشخاشًا من ورق الكريب ثم يطلبون تبرعًا، حول يوم الذكرى ويوم المحاربين القدامى (يوم الخشخاش الوطني، يوم الجمعة قبل يوم الذكرى).
لقد تضاءل استخدام زهور الخشخاش التذكارية في الولايات المتحدة منذ تقديمها في عشرينيات القرن العشرين، على الرغم من ارتداء زهور الخشخاش التذكارية أحيانًا في يوم الذكرى. في يوم المحاربين القدامى، حل الشريط الأحمر والأبيض والأزرق محل زهرة الخشخاش التذكارية كزينة شائعة لارتدائها في العطلة.

## التبني الثقافي للرمز

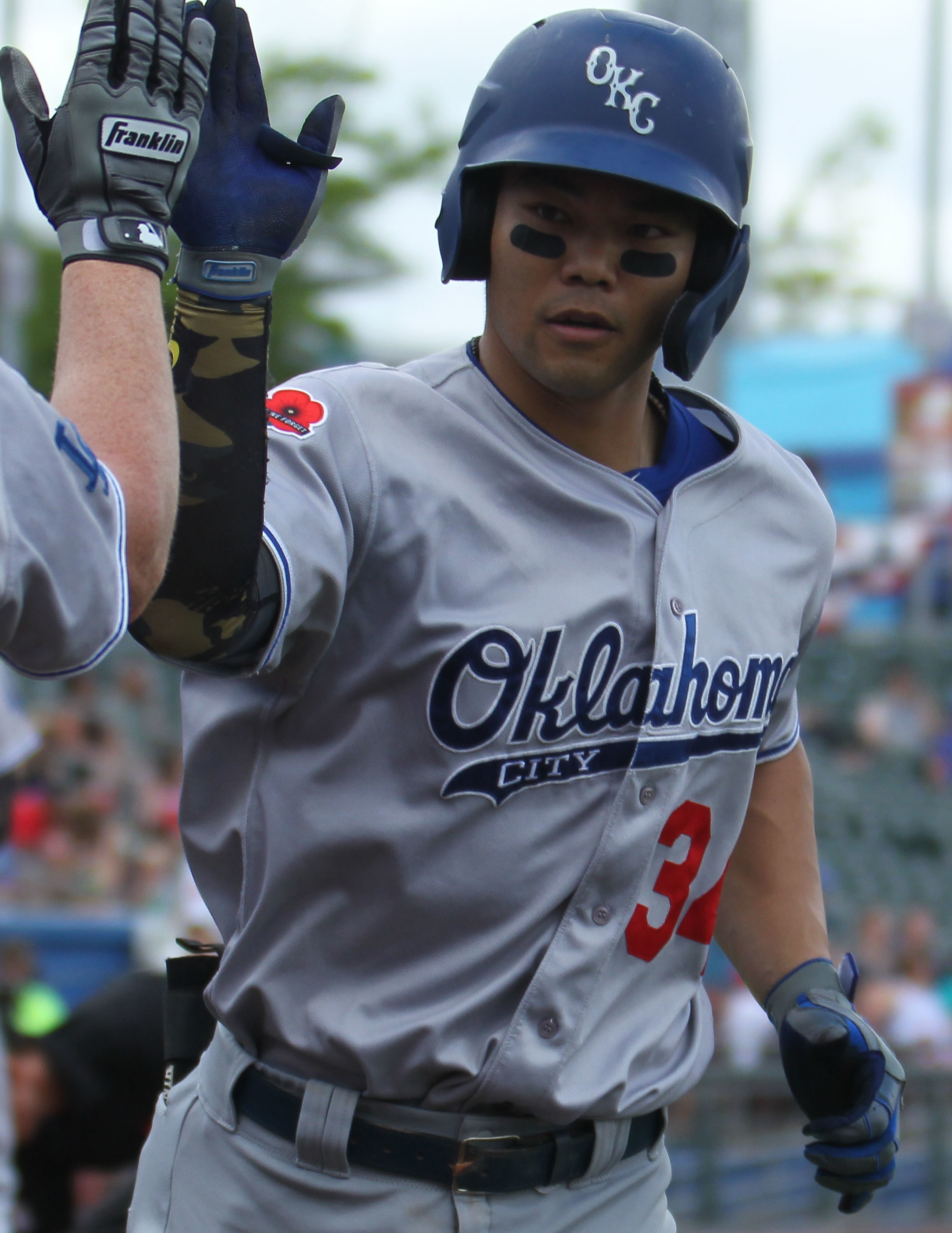
لاعب بيسبول من فريق أوكلاهوما سيتي دودجرز يرتدي رقعة زهرة الخشخاش التذكارية على قميصه تخليداً لذكرى يوم الذكرى

للاحتفال بيوم الذكرى، قامت العديد من الدوريات الرياضية الاحترافية بوضع رمز زهرة الخشخاش التذكارية على زيها الرسمي. تصنع العديد من أندية كرة القدم الاحترافية البريطانية مجموعات خاصة بطبعة زهرة الخشخاش التذكارية على قمصانها. ترتدي فرق الهوكي على الجليد الكندية المحترفة والناشئة شعارات ملصقات زهرة الخشخاش التذكارية على خوذاتها. كما ترتدي فرق دوري كرة القاعدة الرئيسي ودوري كرة القاعدة الصغير الأمريكي شارات زهرة الخشخاش التذكارية، على الرغم من ارتدائها لإحياء ذكرى يوم الذكرى في مايو، على عكس يوم الذكرى.
في عام 2007، زينت الخطوط الجوية الكندية 20 من طائراتها برمز زهرة الخشخاش التذكارية بالشراكة مع الفيلق الملكي الكندي.

## الجدل والاحتجاج

### في كندا
في نوفمبر 2016، أصدرت الخطوط الجوية الكندية مذكرة داخلية «شجعت بشدة» موظفيها على عدم ارتداء زهرة الخشخاش أثناء ارتداء الزي الرسمي. وبعد عدة ساعات من معارضة الموظفين والنقابات، تم توزيع مذكرة ثانية، عكست الموقف السابق وذكرت أن «ارتداء زهرة الخشخاش مدعوم» من قبل الشركة.
في نوفمبر 2019، قدم دون شيري، وهو معلق بارز في رياضة الهوكي على الجليد في برنامج ليلة الهوكي في كندا، شكوى مثيرة للجدل على الهواء مفادها أنه نادرًا ما يرى أشخاصًا يعتقد أنهم مهاجرون جدد إلى تورنتو يرتدون زهرة الخشخاش التذكارية. تسببت تعليقاته في إدانة واسعة النطاق من مجتمع الهوكي على الجليد، وتم تقديم العديد من الشكاوى ضده من خلال مجلس معايير البث الكندي. تم طرد شيري لاحقًا من قبل سبورتس نت بسبب تعليقاته.
في نوفمبر 2020، حظرت شركة سوق الأطعمة الكاملة [الإنجليزية]، وهي شركة بقالة مقرها الولايات المتحدة، على موظفيها لفترة وجيزة ارتداء زهور الخشخاش التذكارية في 14 موقعًا لها في كندا، لأنهم لم يلتزموا بسياسة الزي الرسمي المحدثة للشركة بعدم ارتداء الرموز التي «تدعم قضية». تراجعت الشركة عن قرارها بشأن زهرة الخشخاش بعد عدة أيام بعد تلقي شكاوى من رئيس الوزراء جاستن ترودو، ووزير شؤون المحاربين القدامى لورانس ماكولاي، ورئيس وزراء أونتاريو دوغ فورد، والعديد من فروع الفيلق الملكي الكندي.

### في المملكة المتحدة
في عام 1993، اشتكى الفيلق الملكي البريطاني من أن لعبة علف المدفع، وهي لعبة فيديو تحمل رسالة مناهضة للحرب، كانت تخطط لاستخدام زهرة الخشخاش على غلافها. ووصف الفيلق، إلى جانب بعض السياسيين، اللعبة بأنها «مهينة لملايين الأشخاص» و«وحشية». واضطر الناشر إلى تغيير الغلاف قبل إصدار اللعبة.

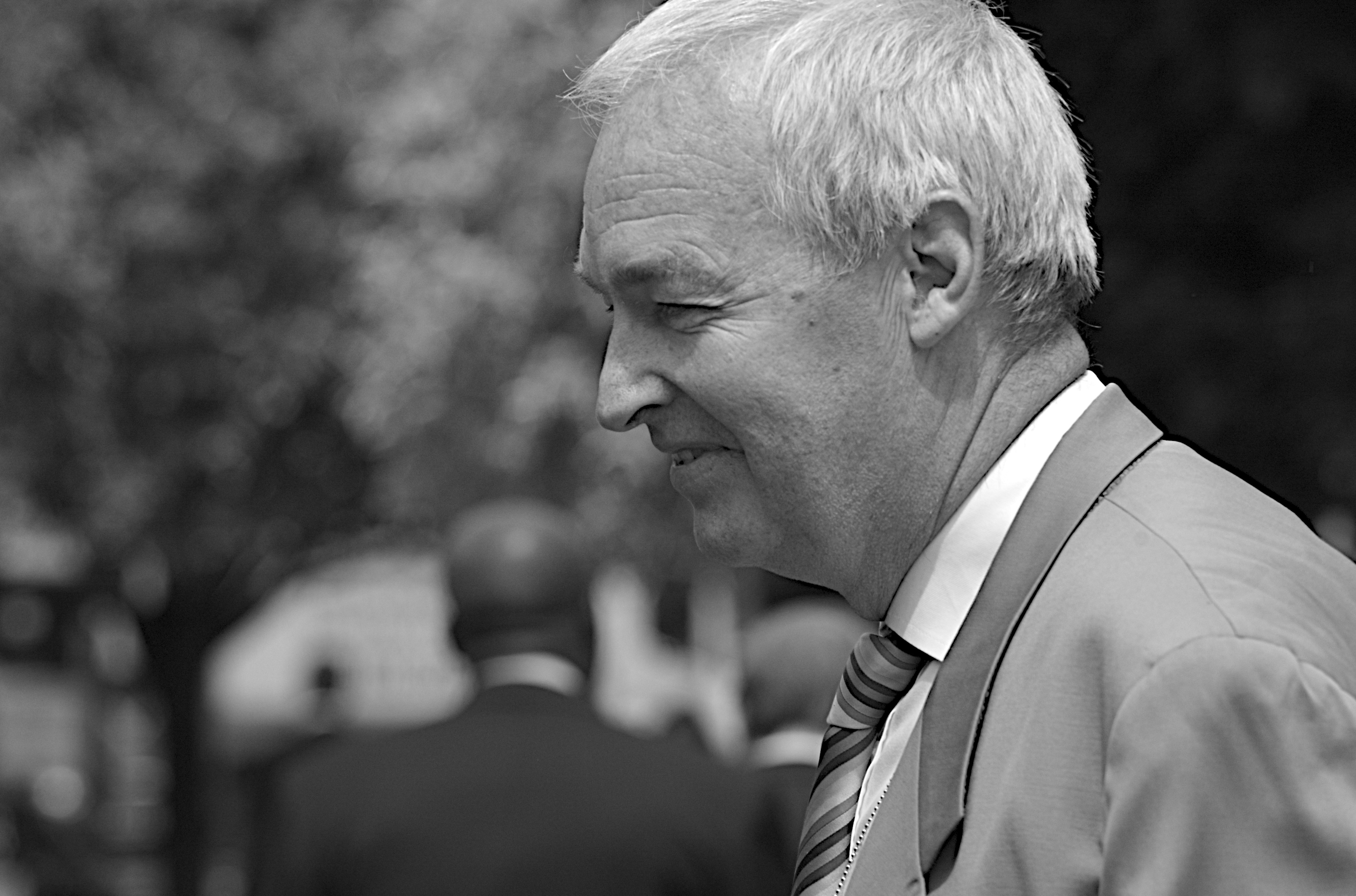
جون سنو (صحفي) في عام 2007. تسبب مذيع الأخبار في القناة الرابعة البريطانية في إثارة الجدل في العام السابق بعد أن وصف الضغوط من أجل ارتداء زهرة الخشخاش التذكارية بأنها «فاشية الخشخاش».

في المملكة المتحدة، كان هناك جدل متزايد حول نداء الخشخاش. زعم البعض —بما في ذلك عدد قليل من قدامى المحاربين في الجيش البريطاني— أن نداء الخشخاش أصبح مفرطًا، وأنه تم استخدامه لحشد الدعم للأنشطة العسكرية البريطانية، وأن ارتداء الخشخاش أصبح يُنظر إليه على أنه إلزامي للشخصيات العامة. في عام 2006، وصف مذيع الأخبار في القناة الرابعة البريطانية جون سنو [الإنجليزية] الضغط لارتداء الخشخاش بأنه «فاشية الخشخاش». كتب الكاتب دان أونيل في عام 2011 أن «المقدمين والسياسيين يبدو أنهم يتنافسون في سباق ليكونوا أول من يتقدم – تبدأ زهور الخشخاش في الإنبات في منتصف أكتوبر بينما يتم تفسير غياب الخشخاش على أنه غياب الاهتمام بقتلى الحرب، تقريبًا كعمل خيانة غير وطني». وعلى نحو مماثل، قال جوناثان بارتلي من مؤسسة إكليسيا الفكرية الدينية «يتم حث الشخصيات العامة في بريطانيا، بل وفي كثير من الحالات، يُطلب منهم، ارتداء ... الخشخاش الأحمر، تقريبًا كعنصر من عناصر الإيمان. هناك صوابية سياسية حول الخشخاش الأحمر» اشتكى الصحفي روبرت فيسك في عام 2011 من أن الخشخاش أصبح «إكسسوارًا للأزياء» الموسمية وأن الناس «يرتدون الخشخاش بشكل متباهٍ لأسباب اجتماعية أو متعلقة بالعمل، ليبدو وطنيًا عندما يناسبهم ذلك».
في عام 2010، أصدرت مجموعة من قدامى المحاربين في الجيش البريطاني رسالة مفتوحة تشكو من أن نداء الخشخاش أصبح مفرطًا ومبتذلًا، وأنه كان يُستخدم لحشد الدعم وراء التدخلات العسكرية البريطانية، وأن الناس يتعرضون للضغوط لارتداء الخشخاش. في عام 2014، احتجت نفس المجموعة من خلال عقد خدمة تذكارية بديلة: ساروا إلى النصب التذكاري تحت شعار «لن يحدث مرة أخرى» مع إكليل من الخشخاش الأبيض للاعتراف بالمدنيين الذين قتلوا في الحرب. حملت قممهم رسالة «الحرب هي جريمة قتل منظمة»، وهي اقتباس من هاري باتش، أحد آخر قدامى المحاربين الناجين من الحرب العالمية الأولى.

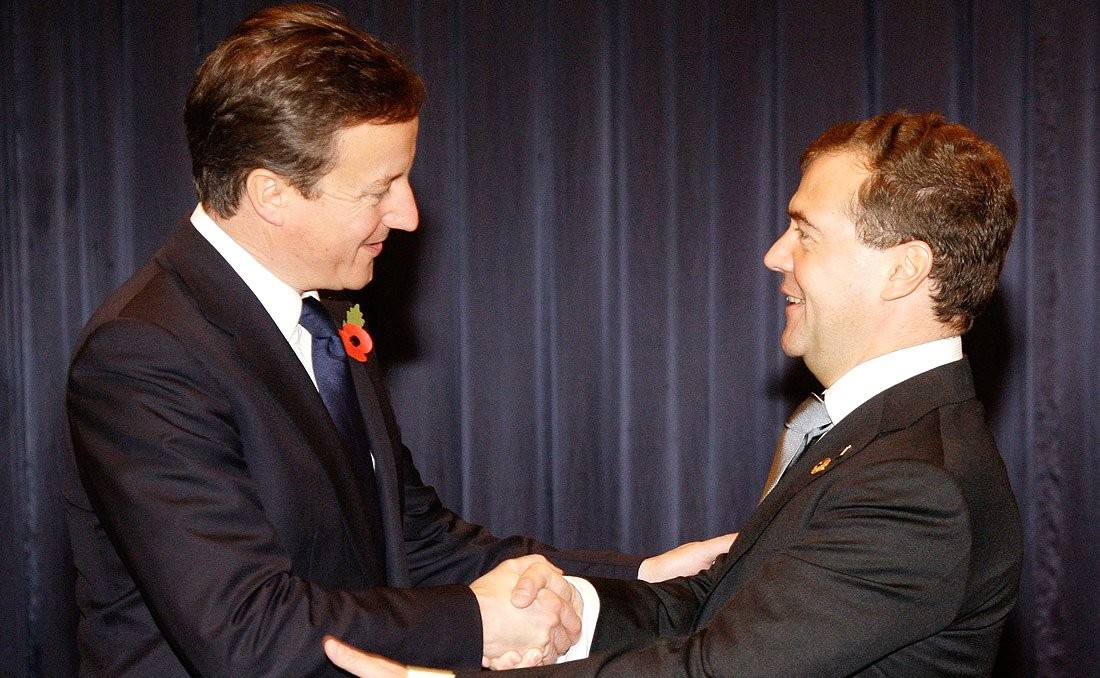
رئيس الوزراء البريطاني ديفيد كاميرون يرتدي زهرة الخشخاش التذكارية في عام 2010.

رفض رئيس الوزراء البريطاني ديفيد كاميرون طلبًا من المسؤولين الصينيين بإزالة نبات الخشخاش أثناء زيارته لبكين في يوم الذكرى في عام 2010. اعتبر المسؤولون أن نبات الخشخاش هجومي لأنهم افترضوا أنه مرتبط بحروب الأفيون في منتصف القرن التاسع عشر.
في عام 2010، تعطلت مراسم يوم الذكرى في لندن من قبل أعضاء جماعة مسلمون ضد الحروب الصليبية المتطرفة، الذين كانوا يحتجون على الوجود العسكري البريطاني في أفغانستان والعراق. أحرقوا زهور الخشخاش الكبيرة وهتفوا «الجنود البريطانيون يحترقون في الجحيم» خلال الصمت لمدة دقيقتين. تم القبض على اثنين من الرجال واتهامهم بالسلوك التهديدي. أدين أحدهم وغرم 50 جنيهًا إسترلينيًا. خططت نفس المجموعة لعقد احتجاج آخر في عام 2011، لكن وزير الداخلية حظرها في اليوم السابق للاحتجاج المخطط له. في عام 2014، بدأت حملة لتشجيع النساء المسلمات على ارتداء الحجاب الخشخاش. انتقدها البعض باعتبارها «اختبار ولاء مخفي» مما يعني أن المسلمين بحاجة إلى إثبات ولائهم لبريطانيا. ومن المثير للجدل أن بعض الجماعات اليمينية المتطرفة استخدمت الخشخاش كرمز للقومية البريطانية المتشددة، في حين بدأ بعض المسلمين البريطانيين في رفضه، معتبرين الخشخاش «رمزًا للإمبريالية الغربية».
في نوفمبر 2011، تم القبض على أشخاص في أيرلندا الشمالية بعد نشر صورة لشابين يحرقان زهرة الخشخاش على موقع فيسبوك. وقد أبلغ أحد أعضاء الفيلق الملكي البريطاني الشرطة بالصورة. وفي العام التالي، تم القبض على شاب من كانتربيري بتهمة نشر صورة لزهرة خشخاش محترقة على موقع فيسبوك، للاشتباه في ارتكابه جريمة بموجب قانون الاتصالات الخبيثة.
في عام 2012، نشأ جدل عندما رفض حانة حزب اليمين الشمالي العامة في بلفاست دخول رجل يرتدي زهرة الخشخاش التذكارية. وعلى الرغم من اعتذار المالكين، فقد رفع العميل الأمر إلى المحكمة، بدعم من لجنة المساواة في أيرلندا الشمالية (ECNI). كانت القضية مهمة للقرار الذي يدعم وجهة نظر لجنة المساواة في أيرلندا الشمالية بأن «الخشخاش، على الرغم من عدم ارتباطه بشكل مباشر بمعتقد ديني أو رأي سياسي محدد، إلا أنه كان مرتبطًا تاريخيًا بدرجة أكبر بالمجتمع البروتستانتي أو الاتحادي في أيرلندا الشمالية».
في عام 2018، ذكرت صحيفة ذي إندبندنت أن الفيلق الملكي البريطاني ومصنع الخشخاش الخاص بليدي هيج، كانا قد أبرما منذ عام 2015 عقودًا مع شركة حلول ون 3 ون، وهي الذراع التجارية وزارة العدل، لسجناء سجن إتش إم فورد لتصنيع الزر المركزي البلاستيكي والجذع الأخضر للخشخاش، حيث حصلوا في المتوسط على 10 جنيهات إسترلينية في الأسبوع. كما أكدت الفيلق الملكي البريطاني أنها أبرمت عقدًا مع سجن إتش إم وايتمور لتجديد علب التجميع والدلاء والصواني والصناديق من قبل السجناء. أثار الكشف عن تورط عمالة السجناء في إنتاج الخشخاش التذكاري البريطاني والاسكتلندي الجدل، حيث وصفه المدير التنفيذي لمنظمة الحرب على الفقر الخيرية بأنه «استغلال للعمالة الرخيصة»، ووصفت فيث سبير، العضو السابق في مجلس المراقبة المستقل في سجن خليج هولسي، العمل اليدوي المتكرر وغير الماهر الذي ينطوي عليه العمل في السجن بأنه «مخدر للعقل» و«يشبه التعذيب العقلي».

#### في وسائل الإعلام
في وسائل الإعلام البريطانية، تعرضت الشخصيات العامة للهجوم لعدم ارتدائها زهرة الخشخاش. واجهت الصحفية البريطانية ومذيعة الأخبار شارلن وايت إساءة عنصرية وجنسية لعدم ارتدائها زهرة الخشخاش على الشاشة. أوضحت «أفضل أن أكون محايدة وغير منحازة على الشاشة حتى لا تشعر إحدى هذه المؤسسات الخيرية بأنها أقل تفضيلاً من أخرى». لا يرتدي مذيع الأخبار جون سنو [الإنجليزية] زهرة الخشخاش على الشاشة لأسباب مماثلة. تعرض هو أيضًا لانتقادات وأدان ما رآه «فاشية الخشخاش». نشر الصحفي الشهير في زمن الحرب روبرت فيسك في نوفمبر 2011 رواية شخصية عن الطبيعة المتغيرة لارتداء زهرة الخشخاش، بعنوان «هل يعرف أولئك الذين يتباهون بالخشخاش على صدورهم أنهم يسخرون من قتلى الحرب؟». في حين يُتوقع من جميع قراء الأخبار في المملكة المتحدة ارتداء زهرة الخشخاش التذكارية، يُطلب من أولئك الموجودين في خدمة بي بي سي ورلد نيوز عدم القيام بذلك. تقول بي بي سي إن هذا يرجع إلى عدم التعرف على الرمز على نطاق واسع في الخارج. وأدان الفيلق الملكي البريطاني هذا الأمر، وأصر على أن الخشخاش هو «الرمز الدولي للذكرى».
في حلقة نوفمبر 2020 من برنامج جيريمي فاين، تساءلت الناشطة فيمي أولوول عن سبب السماح لمقدمي البرامج في بي بي سي بارتداء زهرة الخشخاش، بعد تحذيرات جديدة من إرشادات الحياد ضد «التلويح بالفضيلة، بغض النظر عن مدى جدارة القضية»، والتي كانت تمنع الموظفين سابقًا من التعبير عن دعمهم لحركة حياة السود مهمة وحقوق المثليين.

#### في الرياضة
في الفترة التي سبقت يوم الذكرى، أصبح من الشائع أن تلعب فرق كرة القدم في المملكة المتحدة بزهور الخشخاش الاصطناعية المخيطة على قمصانها، بناءً على طلب الفيلق الملكي البريطاني. وقد تسبب هذا في بعض الجدل.

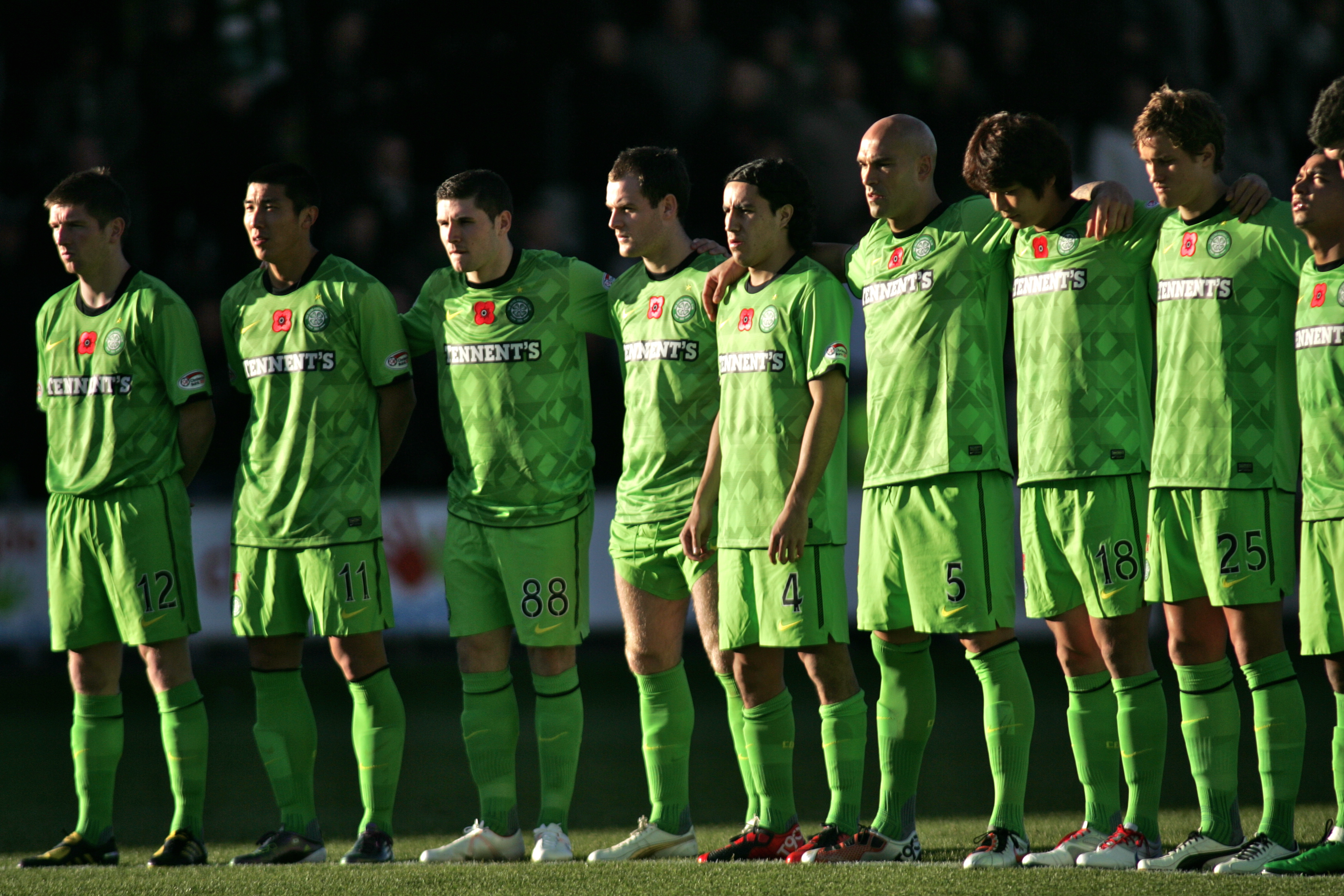
عادة ما ترتدي أندية كرة القدم قمصانًا تحمل زهرة الخشخاش، كما فعل نادي سلتيك بشكل مثير للجدل في عام 2010.

في مباراة بين سلتيك وأبردين في نوفمبر 2010، رفعت مجموعة من مشجعي سيلتيك، تُدعى «اللواء الأخضر»، لافتة كبيرة احتجاجًا على ارتداء الفريق لزهرة الخشخاش. وفي بيان لها، قالت: «إن مجموعتنا والعديد من مشجعي سلتيك لا يعترفون بالقوات المسلحة البريطانية كأبطال، ولا يعتبرون دورهم في العديد من الصراعات دورًا يستحق أن نتذكره». وذكرت عملية بانر (أيرلندا الشمالية)، وحرب أفغانستان، وحرب العراق كأمثلة.
تلقى لاعب كرة القدم جيمس ماكلين، المولود في أيرلندا الشمالية والذي لعب لصالح العديد من الفرق الإنجليزية، تهديدات بالقتل وإساءة المعاملة منذ عام 2012 لرفضه ارتداء زهرة الخشخاش على قميصه أثناء المباريات. قال ماكلين إنه لا يرتديها لأن نداء الخشخاش يدعم الجنود البريطانيين الذين خدموا في أيرلندا الشمالية، ويعتقد أنه سيقلل من احترام أولئك الذين قتلوا في مسقط رأسه يوم الأحد الدامي.
في نوفمبر 2011، اقترح أن يرتدي منتخب كرة القدم الإنجليزي زهرة الخشخاش على قمصانهم في مباراة ضد إسبانيا. رفضت الفيفا الاقتراح؛ وهاجم الأمير ويليام قرارهم. سمح الفيفا لاحقًا للفرق الإنجليزية والاسكتلندية والويلزية بارتداء زهرة الخشخاش على شارات سوداء.
في 11 نوفمبر 2017، اليوم الثالث من مباراة اختبار السيدات التي أقيمت في ملعب شمال سيدني أوفال كجزء من بطولة سيدات أشيز 2017–18، ارتدت لاعبات الفريق الأسترالي والإنجليزي زهرة الخشخاش للاحتفال بمرور 99 عامًا على نهاية الحرب العالمية الأولى.
خلال تصفيات كأس العالم 2018، تم تغريم فرق كرة القدم في إنجلترا واسكتلندا وويلز وأيرلندا الشمالية لعرض زهرة الخشخاش أثناء المباريات. تحظر قواعد الفيفا عرض «الرموز السياسية أو الدينية». انتقدت رئيسة الوزراء تيريزا ماي هذا القرار بشدة، واستأنف اتحادا كرة القدم الويلزي والإنجليزي ضد الغرامة، وهدد اتحاد كرة القدم الإنجليزي بإحالة الأمر إلى محكمة التحكيم الرياضية.
في نوفمبر 2018، رفض لاعب خط وسط مانشستر يونايتد الصربي نيمانيا ماتيتش ارتداء زهرة الخشخاش على قميصه في مباراة ضد بورنموث. بعد المباراة، تعرض ماتيتش لانتقادات شديدة وتلقى تهديدات من عدد من الأشخاص عبر وسائل التواصل الاجتماعي. صرح ماتيتش أنه لن يرتدي زهرة الخشخاش لأن قريته فريلو تعرضت لقصف الناتو ليوغوسلافيا في عام 1999.

## أنواع أخرى من الخشخاش التذكاري

### الخشخاش الأسود
في يوم الأحد التذكاري عام 1999، وضعت مجموعة من سكان مرزيسايد احتجاجًا على العقوبات والحرب على العراق إكليلًا من الخشخاش الأسود على النصب التذكاري في ليفربول. في عام 2014، تم تبني الخشخاش الأسود كرمز مناهض للحرب من قبل ائتلاف أوقفوا الحرب الذي أفاد بأن «مناهضي العسكرية» في غلاسكو قاموا بتوزيع 16،000 زهرة خشخاش سوداء في ذكرى معارضي الحرب العالمية الأولى.
في عام 2010، اقترحت مبادرة مختلفة استخدام «وردة الخشخاش السوداء» التي «صُممت لتكون رمزًا يمثل المساهمات التي قدمتها المجتمعات الأفريقية/السوداء/جزر الهند الغربية/الكاريبي/المحيط الهادئ والسكان الأصليين في الحروب المختلفة منذ القرن السادس عش». تم ارتداء الرمز في عام 2023 في وقت قريب من يوم الذكرى من قبل الملك تشارلز الثالث.

### الخشخاش الخادي
تم تقديم زهرة الخادي في عام 2018 بمناسبة الذكرى المئوية بواسطة جيتيش جاديا والفيلق الملكي البريطاني، ويهدف هذا الخشخاش إلى تمثيل الامتنان المحدد لمساهمة 1.5 مليون شخص من الهند غير المقسمة، وكذلك دول الكومنولث بشكل عام، في الحرب العالمية الأولى. هذه الخشخاش متطابقة مع الخشخاش الأحمر للفيلق باستثناء أن البتلات مصنوعة من الخادي، وهو قماش قطني منسوج روج له المهاتما غاندي على عجلة الغزل الخاصة به. صرح جيتيش جاديا أن «خشخاش الخادي هو لفتة رمزية للغاية ومناسبة للغاية للاعتراف بالمساهمة الضخمة للجنود الهنود خلال الحرب العالمية الأولى». وفيما يتعلق بدور الخشخاش في التواصل مع مجتمعات الأقليات العرقية التي شارك أسلافها في المجهود الحربي، قال إن «هويتنا هي مصيرنا – وبالتالي يجب أن يعرف الجيل الحالي من الآسيويين أن آباءهم وأجدادهم لم يأتوا إلى بريطانيا كمهاجرين فقط. لقد قاتل أسلافنا من أجل هذا البلد ومن أجل الحرية والديمقراطية – على الرغم من أنهم كانوا يعيشون في مستعمرة في ذلك الوقت ... يجب أن يفخر الآسيويون البريطانيون بالدور الذي لعبه أسلافهم في تشكيل مصير العالم».[بحاجة لمصدر] وقد ارتدته رئيسة الوزراء البريطانية تيريزا ماي، ولاعبي الكريكيت جو روت وفيرات كوهلي قبل مباراة اختبارية بين إنجلترا والهند في سبتمبر 2018.

### الخشخاش الأرجواني

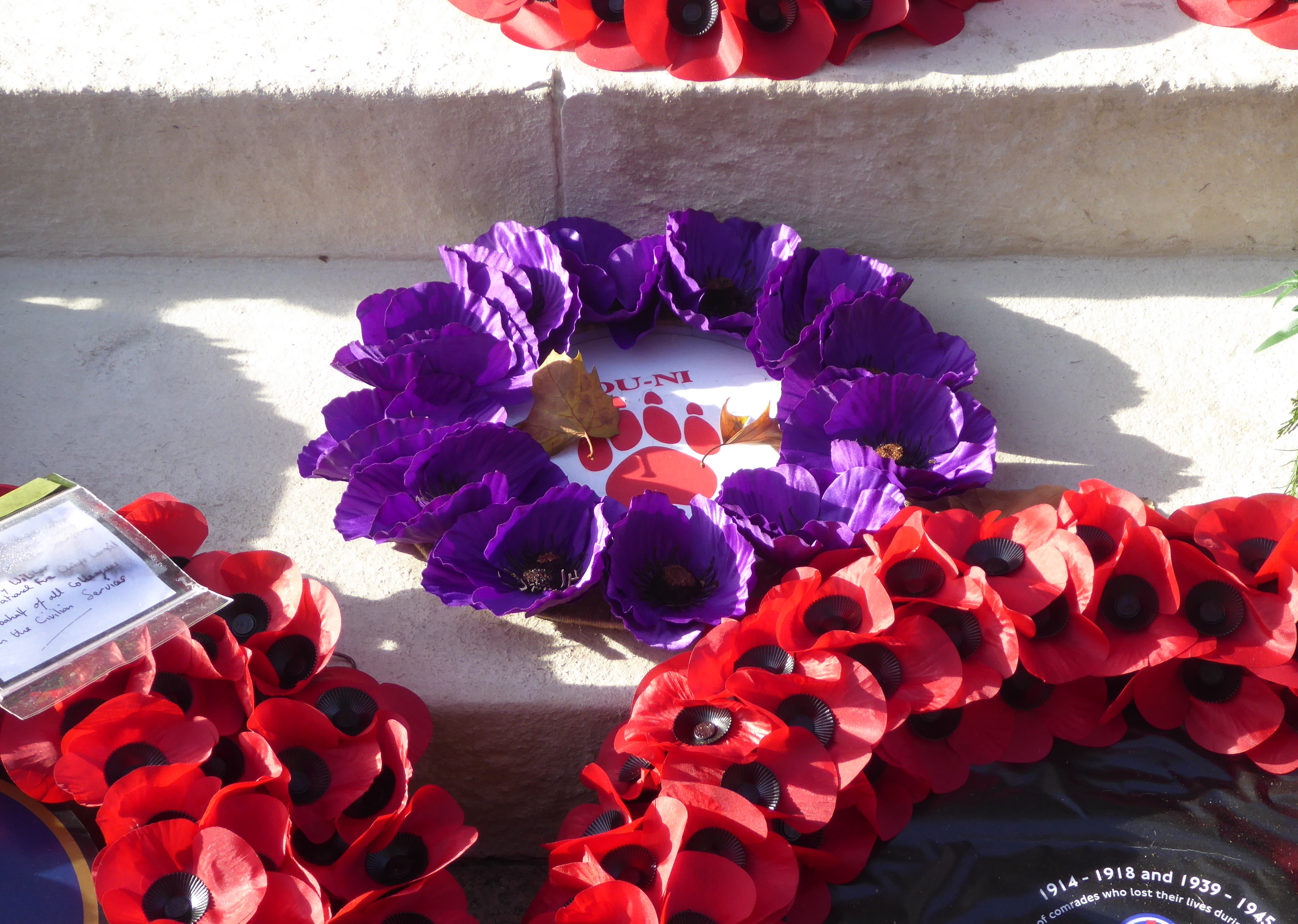
إكليل من الخشخاش الأرجواني موضوع في النصب التذكاري في لندن

لإحياء ذكرى ضحايا الحرب من الحيوانات، أصدرت منظمة مساعدة الحيوان [الإنجليزية] في بريطانيا زهرة خشخاش أرجوانية تذكارية، يمكن ارتداؤها إلى جانب الزهرة الحمراء التقليدية، كتذكير بأن البشر والحيوانات كانوا – وما زالوا – ضحايا للحرب. مؤخرًا، تم استبدال زهرة الخشخاش الأرجوانية برمز مخلب أرجواني يمكن ارتداؤه طوال العام. كان هذا لأن الناس رأوا أن زهرة الخشخاش تعني أن الحيوانات ضحت بحياتها كأبطال في خدمة البشر. تعتبر منظمة مساعد الحيوان الحيوانات بمثابة حياة تم أخذها بسبب إساءة معاملة البشر في الحرب، وليس من قبل الحيوانات كما قد تكون الحال مع الأشخاص الذين لديهم القدرة على اتخاذ القرار بأنفسهم.

### خشخاش القوس قزح
في عام 2019، ظهرت قائمة على موقع إيباي في المملكة المتحدة تبيع الخشخاش الملون. وأكدت الفيلق الملكي البريطاني أن الخشخاش الملون لم يكن منتجًا معتمدًا رسميًا. وفي حين ذكرت قائمة إيباي أن الأموال التي يتم جمعها من مبيعات الخشخاش الملون «ستذهب لمساعدة الجمعيات الخيرية»، لم يكن من الواضح أي الجمعيات الخيرية ستستفيد من المبيعات. أدى هذا إلى انتقادات واسعة النطاق عبر الإنترنت، حيث اتهم البعض البائع بـ«اختطاف» جاذبية الخشخاش. جادل مرشح حزب بريكست نيكولاس جولدينج بأن الخشخاش «ليس من أجل الجدل السياسي». ورد مؤيدو الخشخاش بتغريد جولدينج بأمثلة لأشخاص مثليين جنسياً مشهورين لعبوا دورًا مهمًا في صراعات سابقة، مثل آلان تورنغ. تمت إزالة القائمة لاحقًا من قبل المستخدم الأصلي، بسبب ردود الفعل السلبية.

### الخشخاش الأبيض

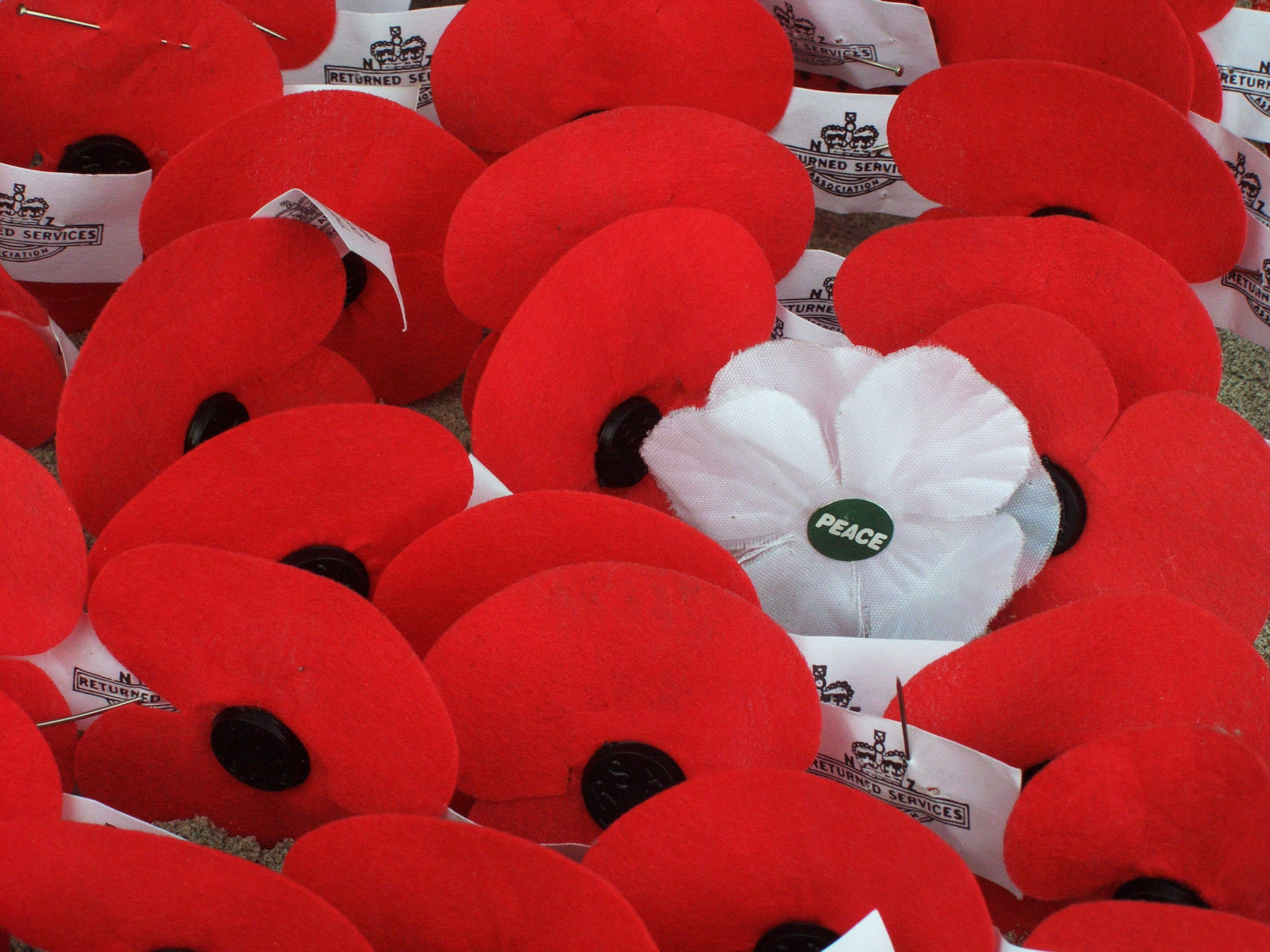
زهرة الخشخاش البيضاء التي تم تركها في ذكرى يوم أنزاك في نيوزيلندا، 2009

يختار بعض الناس ارتداء الخشخاش الأبيض كبديل للخشخاش الأحمر. تم تقديم الخشخاش الأبيض وأكاليل الخشخاش الأبيض من قبل جمعية النساء التعاونيات البريطانية في عام 1933. اليوم، يتم بيع الخشخاش الأبيض من قبل اتحاد تعهدات السلام أو قد يكون محلي الصنع. يمكن ارتداء الخشخاش الأبيض بمفرده أو إلى جانب الخشخاش الأحمر. وفقًا لاتحاد تعهد السلام، فإنه يرمز إلى ذكرى جميع ضحايا الحرب، بما في ذلك الضحايا المدنيين وغير البريطانيين، للدفاع عن السلام، وليس لتمجيد الحرب. فقدت بعض النساء في ثلاثينيات القرن العشرين وظائفهن بسبب ارتداء الخشخاش الأبيض، حيث شعر بعض المحاربين القدامى أن الخشخاش الأبيض يقوض مساهمتهم والمعنى الدائم للخشخاش الأحمر. ومع ذلك، صرح الفيلق الملكي البريطاني أنه ليس لديه اعتراض على ارتداء الخشخاش الأبيض إلى جانب الخشخاش الأحمر.

## وصلات خارجية
- Edwards، Peter (10 نوفمبر 2014). "Poppy protocol: six rules you need to follow". Toronto Star. مؤرشف من الأصل في 2023-03-24. اطلع عليه بتاريخ 2017-11-10.